# جندب
الجُنْدُب أو الجُنْدَب وجمعها الجنادب، ويسمى أيضًا النطاطات، هي مجموعة من الحشرات، تنتمي إلى رتيبة حاملات الأزاميل أو قصيرة قرون الاستشعار (بالإنجليزية: Caelifera). ربما تكون الجنادب من بين أقدم مجموعة حية من الحشرات آكلات العشب، حيث يعود تاريخها إلى أوائل العصر الترياسي، أي منذ حوالي 250 مليون سنة.
تسكن الجنادب عادة سطح الأرض، وتمتلك أرجل خلفية قوية تسمح لها بالهروب من التهديدات عن طريق القفز بقوة. تُعد الجنادب حشرات ناقصة التحول، أي أنها لا تخضع إلى تحول كامل. تبدأ الجنادب دورة حياتها من خلال وضع البيض، ثم يفقس البيض وتخرج الحوريات التي تتحول إلى طور الحشرات البالغة بعد خمس انسلاخات، ومع كل انسلاخ تصبح الحوريات أكبر وأكثر تشابهًا مع الجنادب البالغة. يمكن لبعض أنواع الجنادب أن تغير لونها وسلوكها، وتكون أسراب في ظل وجودها بأعداد غفيرة وفي ظروف بيئية معينة، وعندها يطلق عليها اسم الجراد.
تتغذى الجنادب على النباتات، وفي بعض الأحيان تصبح بعض أنواعها آفات ضارة على الحبوب والمحاصيل والمراعي، خاصة عندما تتجمع في أسراب يصل أعدادها إلى الملايين مثل الجراد، وتدمر المحاصيل على امتداد مساحات شاسعة. تحمي الجنادب أنفسها من الحيوانات المفترسة عن طريق التمويه. عندما تتعرض الجنادب إلى الرصد تحاول العديد من الأنواع مباغتة الحيوانات المفترسة عن طريق وميض أجنحتها المبرقشة أثناء الفقفز، ويمكن أن تطير لمسافات قصيرة إذا كانت بالغة. يوجد بعض أنواع الجنادب مثل جندب قوس قزح (Dactylotum bicolor) الذي يستخدم خاصية التحذير اللوني لردع الحيوانات المفترسة. تتأثر الجنادب بالطفيليات والعديد من الأمراض، وتتغذي العديد من المفترسات على الحوريات والجنادب البالغة، كما يتعرض أيضًا بيض الجنادب إلى هجمات من الطفيليات والمفترسات.
تملك الجنادب تاريخًا طويلًا من العلاقات مع البشر. يمكن أن تترك أسراب الجنادب آثارًا مدمرة تصل أحيانًا إلى المجاعات، وحتى بأعداد قليلة منها يمكن أن تصبح الجنادب آفات خطيرة على الإنسان. على الناحية الأخرى، يتغذى الناس في دول مثل المكسيك وإندونيسيا على الجنادب. تظهر الجنادب في الفن والأدب، وتستخدم كرموز. يطلق على دراسة أنواع الجنادب المختلفة مسمى علم مستقيمات الأجنحة.

## أنواع الجنادب
للجندب نحو 11000 نوع معروف حول العالم، تستوطن تلك الحشرة الاماكن العشبية، على سبيل المثال: الحقول والمروج والغابات، على الرغم من وجود هذه الكمية الكبيرة من الجنادب إلا أنها مختلفة في الشكل والحجم واللون.
من أهم أنواع الجنادب:

### Sevchuk Servile
هو جندب متوسط الحجم، يبلغ ارتفاع جسمه 2سم، كثيف، واسع، وقصير، يتميز جسمه باللون البني، لكن الضفة المسطحة منه عليها علامات صفر.
وقد سمي بهذا الاسم نسبة للعالم الفرنسي "servile" الذي اكتشف هذا النوع.

### الصينية الدفيئة
يبلغ طولها أقل بقليل من 2 سم، لها جسم قصير محاط بأرجل طويلة رفيعة يجعلها تبدو مثل العناكب.

### الجندب الأخضر
يصل أكبر طول له إلى 7 سم، الجندب مطلي باللون الأخضر. يستخدم أول زوج ضيق من الأجنحة لحماية الجسم أثناء الراحة، في قفزة.أما الأجنحة العلوية واسعة، وتستخدم للطيران.

### الجندب الرمادي
يصل طوله إلى 4 سنتيمترات.وفرة البقع البنية على خلفية خضراء تجعل الحشرة رمادية عند عرضها من مسافة بعيدة.عادة تكون رؤية هذا النوع من الجنادب سهلة. تعيش في الحقل، بين الأعشاب الطويلة.

## تاريخ تطور السلالة(الفيلوجيني)
تنتمي الجنادب إلى رتيبة حاملات الأزاميل أو قصيرة قرون الاستشعار (كاليفيرا). على الرغم من استخدام مصطلح الجندب كاسم شائع في وصف الرتيبة التي تنتمي إليها الجنادب  إلّا إن بعض المصادر تقصرها على المجموعات الأعلى مثل رتيبة حاملات الأزاميل، كما يمكن أن توضع في دون الرتبة التي تسمى الجراديات. في النصوص القديمة كانت تأخذ اسم الجنادب قصيرة قرون الاستشعار حتى نستطيع التمييز بينها وبين الجنادب طويلة قرون الاستشعار. يعتمد نشوء سلالة حاملات الأزاميل (كاليفيرا) على الحمض النووي الريبوزي الريبوسومي الميتوكوندري لاثنين وثلاثين نوعًا في ستة فصائل فوقية من أصل سبعة، موضحة في مخطط نسل تطوري. تنتمي حاملات الأزاميل (كاليفيرا)، وحاملات السيوف (انسيفيرا)،وجميع الفصائل الفوقية للجنادب إلى الكائنات أحادية النمط الخلوي، أي يجمعها سلف مشترك، ماعدا الجنادب العلجومية.
|  | Pneumoridae                                                              |
|  |                                                                          |
|  | \| \| جنادب مبرقشة \| \| \| \| \| \| جراديات + جنادب علجومية \| \| \| \| |
|  |                                                                          |
|  | جنادب مبرقشة                                                             |
|  |                                                                          |
|  | جراديات + جنادب علجومية                                                  |
|  |                                                                          |

|  | جنادب مبرقشة            |
|  |                         |
|  | جراديات + جنادب علجومية |
|  |                         |

|  | Pneumoridae                                                              |
|  |                                                                          |
|  | \| \| جنادب مبرقشة \| \| \| \| \| \| جراديات + جنادب علجومية \| \| \| \| |
|  |                                                                          |
|  | جنادب مبرقشة                                                             |
|  |                                                                          |
|  | جراديات + جنادب علجومية                                                  |
|  |                                                                          |

|  | جنادب مبرقشة            |
|  |                         |
|  | جراديات + جنادب علجومية |
|  |                         |

|  | Pneumoridae                                                              |
|  |                                                                          |
|  | \| \| جنادب مبرقشة \| \| \| \| \| \| جراديات + جنادب علجومية \| \| \| \| |
|  |                                                                          |
|  | جنادب مبرقشة                                                             |
|  |                                                                          |
|  | جراديات + جنادب علجومية                                                  |
|  |                                                                          |

|  | جنادب مبرقشة            |
|  |                         |
|  | جراديات + جنادب علجومية |
|  |                         |

|  | Pneumoridae                                                              |
|  |                                                                          |
|  | \| \| جنادب مبرقشة \| \| \| \| \| \| جراديات + جنادب علجومية \| \| \| \| |
|  |                                                                          |
|  | جنادب مبرقشة                                                             |
|  |                                                                          |
|  | جراديات + جنادب علجومية                                                  |
|  |                                                                          |

|  | جنادب مبرقشة            |
|  |                         |
|  | جراديات + جنادب علجومية |
|  |                         |

|  | Pneumoridae                                                              |
|  |                                                                          |
|  | \| \| جنادب مبرقشة \| \| \| \| \| \| جراديات + جنادب علجومية \| \| \| \| |
|  |                                                                          |
|  | جنادب مبرقشة                                                             |
|  |                                                                          |
|  | جراديات + جنادب علجومية                                                  |
|  |                                                                          |

|  | جنادب مبرقشة            |
|  |                         |
|  | جراديات + جنادب علجومية |
|  |                         |

|  | Pneumoridae                                                              |
|  |                                                                          |
|  | \| \| جنادب مبرقشة \| \| \| \| \| \| جراديات + جنادب علجومية \| \| \| \| |
|  |                                                                          |
|  | جنادب مبرقشة                                                             |
|  |                                                                          |
|  | جراديات + جنادب علجومية                                                  |
|  |                                                                          |

|  | جنادب مبرقشة            |
|  |                         |
|  | جراديات + جنادب علجومية |
|  |                         |

|  | Pneumoridae                                                              |
|  |                                                                          |
|  | \| \| جنادب مبرقشة \| \| \| \| \| \| جراديات + جنادب علجومية \| \| \| \| |
|  |                                                                          |
|  | جنادب مبرقشة                                                             |
|  |                                                                          |
|  | جراديات + جنادب علجومية                                                  |
|  |                                                                          |

|  | جنادب مبرقشة            |
|  |                         |
|  | جراديات + جنادب علجومية |
|  |                         |

|  | Pneumoridae                                                              |
|  |                                                                          |
|  | \| \| جنادب مبرقشة \| \| \| \| \| \| جراديات + جنادب علجومية \| \| \| \| |
|  |                                                                          |
|  | جنادب مبرقشة                                                             |
|  |                                                                          |
|  | جراديات + جنادب علجومية                                                  |
|  |                                                                          |

|  | جنادب مبرقشة            |
|  |                         |
|  | جراديات + جنادب علجومية |
|  |                         |

|  | Pneumoridae                                                              |
|  |                                                                          |
|  | \| \| جنادب مبرقشة \| \| \| \| \| \| جراديات + جنادب علجومية \| \| \| \| |
|  |                                                                          |
|  | جنادب مبرقشة                                                             |
|  |                                                                          |
|  | جراديات + جنادب علجومية                                                  |
|  |                                                                          |

|  | جنادب مبرقشة            |
|  |                         |
|  | جراديات + جنادب علجومية |
|  |                         |

|  | Pneumoridae                                                              |
|  |                                                                          |
|  | \| \| جنادب مبرقشة \| \| \| \| \| \| جراديات + جنادب علجومية \| \| \| \| |
|  |                                                                          |
|  | جنادب مبرقشة                                                             |
|  |                                                                          |
|  | جراديات + جنادب علجومية                                                  |
|  |                                                                          |

|  | جنادب مبرقشة            |
|  |                         |
|  | جراديات + جنادب علجومية |
|  |                         |

|  | Pneumoridae                                                              |
|  |                                                                          |
|  | \| \| جنادب مبرقشة \| \| \| \| \| \| جراديات + جنادب علجومية \| \| \| \| |
|  |                                                                          |
|  | جنادب مبرقشة                                                             |
|  |                                                                          |
|  | جراديات + جنادب علجومية                                                  |
|  |                                                                          |

|  | جنادب مبرقشة            |
|  |                         |
|  | جراديات + جنادب علجومية |
|  |                         |

|  | Pneumoridae                                                              |
|  |                                                                          |
|  | \| \| جنادب مبرقشة \| \| \| \| \| \| جراديات + جنادب علجومية \| \| \| \| |
|  |                                                                          |
|  | جنادب مبرقشة                                                             |
|  |                                                                          |
|  | جراديات + جنادب علجومية                                                  |
|  |                                                                          |

|  | جنادب مبرقشة            |
|  |                         |
|  | جراديات + جنادب علجومية |
|  |                         |

|  | Pneumoridae                                                              |
|  |                                                                          |
|  | \| \| جنادب مبرقشة \| \| \| \| \| \| جراديات + جنادب علجومية \| \| \| \| |
|  |                                                                          |
|  | جنادب مبرقشة                                                             |
|  |                                                                          |
|  | جراديات + جنادب علجومية                                                  |
|  |                                                                          |

|  | جنادب مبرقشة            |
|  |                         |
|  | جراديات + جنادب علجومية |
|  |                         |

|  | Pneumoridae                                                              |
|  |                                                                          |
|  | \| \| جنادب مبرقشة \| \| \| \| \| \| جراديات + جنادب علجومية \| \| \| \| |
|  |                                                                          |
|  | جنادب مبرقشة                                                             |
|  |                                                                          |
|  | جراديات + جنادب علجومية                                                  |
|  |                                                                          |

|  | جنادب مبرقشة            |
|  |                         |
|  | جراديات + جنادب علجومية |
|  |                         |

|  | Pneumoridae                                                              |
|  |                                                                          |
|  | \| \| جنادب مبرقشة \| \| \| \| \| \| جراديات + جنادب علجومية \| \| \| \| |
|  |                                                                          |
|  | جنادب مبرقشة                                                             |
|  |                                                                          |
|  | جراديات + جنادب علجومية                                                  |
|  |                                                                          |

|  | جنادب مبرقشة            |
|  |                         |
|  | جراديات + جنادب علجومية |
|  |                         |

|  | Pneumoridae                                                              |
|  |                                                                          |
|  | \| \| جنادب مبرقشة \| \| \| \| \| \| جراديات + جنادب علجومية \| \| \| \| |
|  |                                                                          |
|  | جنادب مبرقشة                                                             |
|  |                                                                          |
|  | جراديات + جنادب علجومية                                                  |
|  |                                                                          |

|  | جنادب مبرقشة            |
|  |                         |
|  | جراديات + جنادب علجومية |
|  |                         |

|  | Pneumoridae                                                              |
|  |                                                                          |
|  | \| \| جنادب مبرقشة \| \| \| \| \| \| جراديات + جنادب علجومية \| \| \| \| |
|  |                                                                          |
|  | جنادب مبرقشة                                                             |
|  |                                                                          |
|  | جراديات + جنادب علجومية                                                  |
|  |                                                                          |

|  | جنادب مبرقشة            |
|  |                         |
|  | جراديات + جنادب علجومية |
|  |                         |

|  | Pneumoridae                                                              |
|  |                                                                          |
|  | \| \| جنادب مبرقشة \| \| \| \| \| \| جراديات + جنادب علجومية \| \| \| \| |
|  |                                                                          |
|  | جنادب مبرقشة                                                             |
|  |                                                                          |
|  | جراديات + جنادب علجومية                                                  |
|  |                                                                          |

|  | جنادب مبرقشة            |
|  |                         |
|  | جراديات + جنادب علجومية |
|  |                         |

|  | Pneumoridae                                                              |
|  |                                                                          |
|  | \| \| جنادب مبرقشة \| \| \| \| \| \| جراديات + جنادب علجومية \| \| \| \| |
|  |                                                                          |
|  | جنادب مبرقشة                                                             |
|  |                                                                          |
|  | جراديات + جنادب علجومية                                                  |
|  |                                                                          |

|  | جنادب مبرقشة            |
|  |                         |
|  | جراديات + جنادب علجومية |
|  |                         |

|  | Pneumoridae                                                              |
|  |                                                                          |
|  | \| \| جنادب مبرقشة \| \| \| \| \| \| جراديات + جنادب علجومية \| \| \| \| |
|  |                                                                          |
|  | جنادب مبرقشة                                                             |
|  |                                                                          |
|  | جراديات + جنادب علجومية                                                  |
|  |                                                                          |

|  | جنادب مبرقشة            |
|  |                         |
|  | جراديات + جنادب علجومية |
|  |                         |

|  | Pneumoridae                                                              |
|  |                                                                          |
|  | \| \| جنادب مبرقشة \| \| \| \| \| \| جراديات + جنادب علجومية \| \| \| \| |
|  |                                                                          |
|  | جنادب مبرقشة                                                             |
|  |                                                                          |
|  | جراديات + جنادب علجومية                                                  |
|  |                                                                          |

|  | جنادب مبرقشة            |
|  |                         |
|  | جراديات + جنادب علجومية |
|  |                         |

|  | Pneumoridae                                                              |
|  |                                                                          |
|  | \| \| جنادب مبرقشة \| \| \| \| \| \| جراديات + جنادب علجومية \| \| \| \| |
|  |                                                                          |
|  | جنادب مبرقشة                                                             |
|  |                                                                          |
|  | جراديات + جنادب علجومية                                                  |
|  |                                                                          |

|  | جنادب مبرقشة            |
|  |                         |
|  | جراديات + جنادب علجومية |
|  |                         |

|  | Pneumoridae                                                              |
|  |                                                                          |
|  | \| \| جنادب مبرقشة \| \| \| \| \| \| جراديات + جنادب علجومية \| \| \| \| |
|  |                                                                          |
|  | جنادب مبرقشة                                                             |
|  |                                                                          |
|  | جراديات + جنادب علجومية                                                  |
|  |                                                                          |

|  | جنادب مبرقشة            |
|  |                         |
|  | جراديات + جنادب علجومية |
|  |                         |

|  | Pneumoridae                                                              |
|  |                                                                          |
|  | \| \| جنادب مبرقشة \| \| \| \| \| \| جراديات + جنادب علجومية \| \| \| \| |
|  |                                                                          |
|  | جنادب مبرقشة                                                             |
|  |                                                                          |
|  | جراديات + جنادب علجومية                                                  |
|  |                                                                          |

|  | جنادب مبرقشة            |
|  |                         |
|  | جراديات + جنادب علجومية |
|  |                         |

|  | Pneumoridae                                                              |
|  |                                                                          |
|  | \| \| جنادب مبرقشة \| \| \| \| \| \| جراديات + جنادب علجومية \| \| \| \| |
|  |                                                                          |
|  | جنادب مبرقشة                                                             |
|  |                                                                          |
|  | جراديات + جنادب علجومية                                                  |
|  |                                                                          |

|  | جنادب مبرقشة            |
|  |                         |
|  | جراديات + جنادب علجومية |
|  |                         |

|  | Pneumoridae                                                              |
|  |                                                                          |
|  | \| \| جنادب مبرقشة \| \| \| \| \| \| جراديات + جنادب علجومية \| \| \| \| |
|  |                                                                          |
|  | جنادب مبرقشة                                                             |
|  |                                                                          |
|  | جراديات + جنادب علجومية                                                  |
|  |                                                                          |

|  | جنادب مبرقشة            |
|  |                         |
|  | جراديات + جنادب علجومية |
|  |                         |

|  | Pneumoridae                                                              |
|  |                                                                          |
|  | \| \| جنادب مبرقشة \| \| \| \| \| \| جراديات + جنادب علجومية \| \| \| \| |
|  |                                                                          |
|  | جنادب مبرقشة                                                             |
|  |                                                                          |
|  | جراديات + جنادب علجومية                                                  |
|  |                                                                          |

|  | جنادب مبرقشة            |
|  |                         |
|  | جراديات + جنادب علجومية |
|  |                         |

|  | Pneumoridae                                                              |
|  |                                                                          |
|  | \| \| جنادب مبرقشة \| \| \| \| \| \| جراديات + جنادب علجومية \| \| \| \| |
|  |                                                                          |
|  | جنادب مبرقشة                                                             |
|  |                                                                          |
|  | جراديات + جنادب علجومية                                                  |
|  |                                                                          |

|  | جنادب مبرقشة            |
|  |                         |
|  | جراديات + جنادب علجومية |
|  |                         |

|  | Pneumoridae                                                              |
|  |                                                                          |
|  | \| \| جنادب مبرقشة \| \| \| \| \| \| جراديات + جنادب علجومية \| \| \| \| |
|  |                                                                          |
|  | جنادب مبرقشة                                                             |
|  |                                                                          |
|  | جراديات + جنادب علجومية                                                  |
|  |                                                                          |

|  | جنادب مبرقشة            |
|  |                         |
|  | جراديات + جنادب علجومية |
|  |                         |

|  | Pneumoridae                                                              |
|  |                                                                          |
|  | \| \| جنادب مبرقشة \| \| \| \| \| \| جراديات + جنادب علجومية \| \| \| \| |
|  |                                                                          |
|  | جنادب مبرقشة                                                             |
|  |                                                                          |
|  | جراديات + جنادب علجومية                                                  |
|  |                                                                          |

|  | جنادب مبرقشة            |
|  |                         |
|  | جراديات + جنادب علجومية |
|  |                         |

|  | Pneumoridae                                                              |
|  |                                                                          |
|  | \| \| جنادب مبرقشة \| \| \| \| \| \| جراديات + جنادب علجومية \| \| \| \| |
|  |                                                                          |
|  | جنادب مبرقشة                                                             |
|  |                                                                          |
|  | جراديات + جنادب علجومية                                                  |
|  |                                                                          |

|  | جنادب مبرقشة            |
|  |                         |
|  | جراديات + جنادب علجومية |
|  |                         |

|  | Pneumoridae                                                              |
|  |                                                                          |
|  | \| \| جنادب مبرقشة \| \| \| \| \| \| جراديات + جنادب علجومية \| \| \| \| |
|  |                                                                          |
|  | جنادب مبرقشة                                                             |
|  |                                                                          |
|  | جراديات + جنادب علجومية                                                  |
|  |                                                                          |

|  | جنادب مبرقشة            |
|  |                         |
|  | جراديات + جنادب علجومية |
|  |                         |

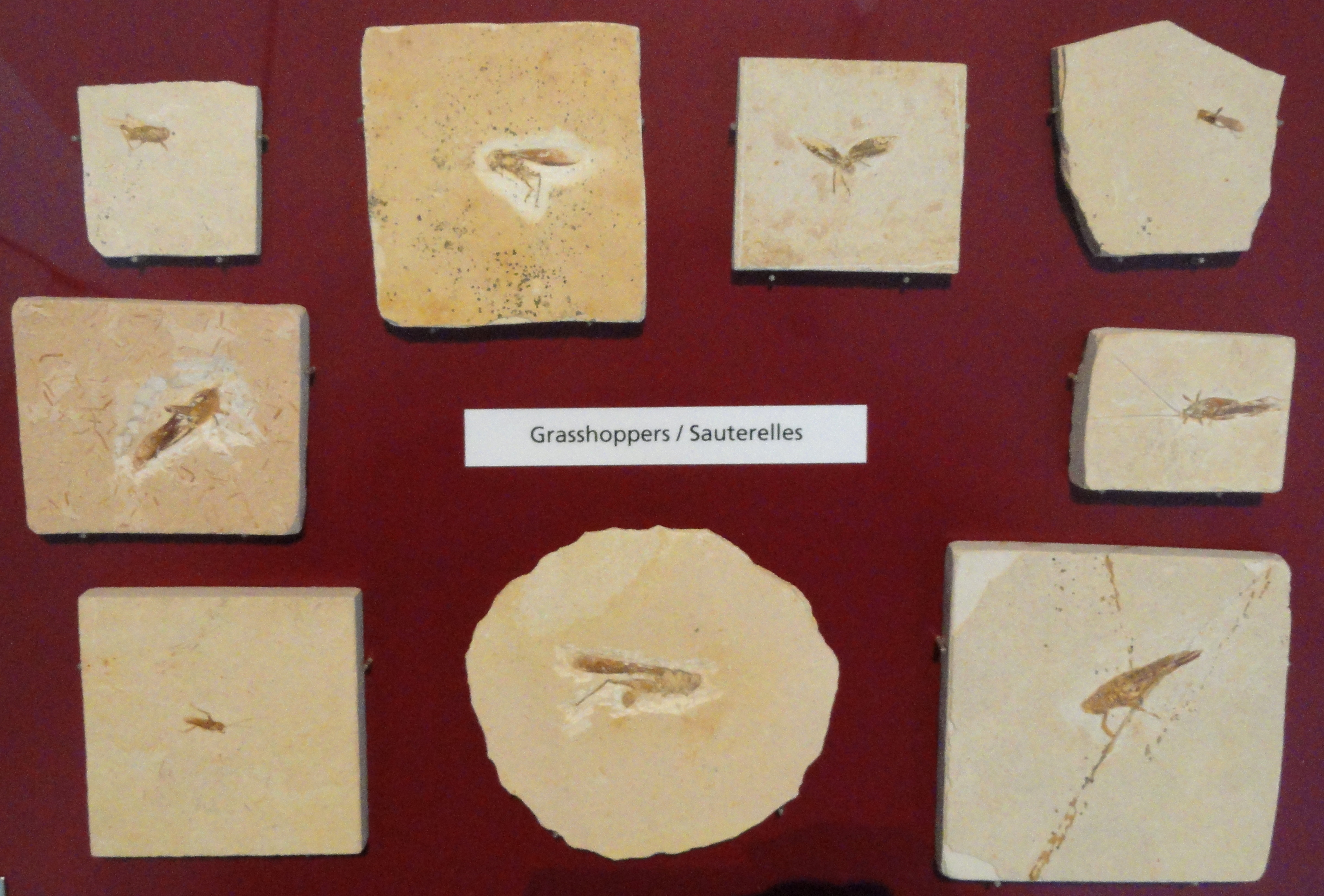
أحفوريات الجنادب في متحف أونتاريو الملكي

حدث الانقسام بين رتيبة حاملات الأزاميل (كاليفيرا)، ورتيبة حاملات السيوف (انسيفيرا)، من الناحية التطورية، قبل الانقراض البرمي الثلاثي. كانت الحشرات التي ظهرت في وقت مبكر وتنتمي إلى رتيبة حاملات الإزاميل من ضمن فصائل جنادب منقرضة في أوائل العصر الترياسي، أي منذ حوالي 250 مليون سنة. تنوعت الجنادب خلال العصر الترياسي، وظلت منذ ذلك الوقت حتى وقتنا الحالي من أهم آكلات النباتات. ظهرت فصائل الجنادب الحديثة مثل فصيلة جنادب القرود (Eumastacidae)، وفصيلة الحراقات القزمة (Tetrigidae)، وفصيلة الشياطين القزمة (Tridactylidae) في العصر الطباشيري على الرغم من ظهور بعض الحشرات التي يمكن أن تنتمي إلى آخر فصيلتين من الثلاثة السابق ذكرهم إلى أوائل العصر الجوراسي. يصعب تصنيف الجنادب تصنيفًا مورفولوجيًا؛ لأن العديد من الأنواع اتجهت نحو نوع من الموطن المشترك. ركز علماء التصنيف الحاليين على الأعضاء التناسلية الداخلية، خاصة أعضاء الذكور. لا توفر العينات الأحفورية أي معلومات لندرتها، وقد تأسس التصنيف الأحفوري في الأصل على شكل التعرق في الأجنحة الخلفية.
تضم رتيبة حاملات الأزاميل (كاليفيرا) ما يقرب من 2400 جنسًا صالحًا، وحوالي 11000 نوعًا معروفًا. من المحتمل وجود العديد من الأنواع التي لم يتم وصفها، خاصة التي تعيش في الغابات الاستوائية الرطبة. توجد أغلب رتيبة حاملات الأزاميل في المناطق الاستوائية ، ويسكن عدد بسيط من الأنواع المعروفة المناطق المعتدلة، لكن معظم الفصائل الفوقية لها وجود في جميع أنحاء العالم. ينتمي أغلب الرتيبة إلى الحشرات العاشبة، وربما هي أقدم مجموعة حية من الحشرات آكلات العشب.
تُعد الفصيلة الفوقية المسماة بالجراديات أكثر الفصائل الفوقية تنوعًا، وتضم حوالي 8000 نوع، والفصيلتان الرئيسيتان هما: فصيلة الجنادب والجراد، وتنشر في جميع أنحاء العالم، والثانية هي فصيلة الجنادب الخرقاء (Romaleidae) التي توجد بشكل أساسي في الأمريكتين. تعيش فصيلتي أومكسكيدا (Ommexechidae)، وتريستريدا (Tristiridae) في أمريكا الجنوبية، بينما تسكن فصائل لينتوليدا (Lentulidae) وليتديدا (Lithidiidae)، وبامافاجيدا (Pamphagidae) في أفريقيا بشكل أساسي، كما يوجد العديد من الفصائل الأخرى مثل فصيلة الجنادب الليلية (Pauliniids) التي تستطيع أن تسبح أو تتزلج على الماء، وفصيلة لينتوليدز(Lentulids) التي لا تمتلك أجنحة، وفصيلة جنادب المثانة (Pneumoridae) التي تعيش في المناطق الجنوبية من أفريقيا، وتتميز ذكورها بالبطون المنتفخة.

## الخصائص
تمتلك الجنادب شكل الحشرة النمطي الذي يتكون من ثلاثة أقسام مميزة عن بعضها ومترابطة: الرأس والبطن والصدر. المحور الطولي لرأس الجندب مثبت عموديًا على المحور الطولي للجسم، وهو وضع تكون فيه أجزاء الفم متجهة إلى الأسفل. تحتوي رأس الجندب على زوج من العيون المركبة الكبيرة التي توفر له رؤية شاملة، وثلاث من العيون البسيطة في الجبهة يمكنها رصد الضوء، وزوج من قرون الاستشعار الخيطية التي تحتوي على شعيرات حسية تستخدم في اللمس والشم. تحورت أجزاء الفم الموجهة إلى أسفل من أجل عملية المضغ. يوجد ملامس حسية أمام الفكين. 
ينقسم الصدر والبطن إلى عقل، ويمتلكان قشرة خارجية صلبة (الكيوتيكل) تتكون من ألواح متداخلة مع بعضها من مادة الكيتين. يتكون الصدر في الجنادب من ثلاث حلقات صدرية، وكل حلقة من الثلاثة تحمل زوجًا من الأرجل، وتحمل كل من الحلقة الصدرية الوسطى والخلفية زوجًا من الأجنحة. تتميز الأجنحة الأمامية المعروفة باسم سقيف (tegmina) بأنها ضيقة وجلدية، بينما الأجنجة الخلفية كبيرة وعشائية. تمد العروق الأجنحة بالقوة. يوجد مخالب في نهاية الأرجل تجعلها قادرة على الإمساك بالأشياء. تتميز الأرجل الخلفية بالقوة، وتحتوي على عظام فخذ متينة لها العديد من الحواف حيث تتلاصق عليها أسطح مختلفة، وتحمل الحواف الداخلية في بعض الأنواع أوتادًا تصدر الصرير. تحمل الحافة الخلفية من الظنبوب صفًا مزدوجًا من الأشواك، كما يوجد زوج من المهاميز المفصلية بالقرب من نهايتها السفلية. يضم الجزء الداخلي من الصدر العضلات التي تتحكم في الأجنحة والأرجل.
يتكون بطن الجنادب من 11 عقلة، وتتحد العقلة البطنية الأولى مع منطقة الصدر، وتحتوي على العضو الطبلي والجهاز السمعي. تأخذ العقل الشكل الحلقي من العقلة الثانية حتى الثامنة وتتصل مع بعضها عن طريق أغشية مرنة. يتضاءل حجم العقل من العقلة التاسعة حتى الحادية عشرة. تحتوى العقلة التاسعة على زوج من القرون الشرجية، بينما تحتوي العقلة العاشرة والحادية عشرة على الأعضاء التناسلية. تكون إناث الجنادب عادة أطول من الذكور، وتمتلك حاملًا للبيض (المسرأ). يأتي اسم رتيبة حاملات الأزاميل (كاليفيرا) من اللاتينية، ويعني حرفيًا حامل الإزميل في إشارة واضحة إلى شكل المسرأ.

الفرق بين الجنادب وحشرة من رتيبة انسيفيرا يظهر بوضوح من خلال قرون الاستشعار

يصدر عن الجنادب صوتًا يمكن سماعه بسهولة، وتفعل ذلك عن طريق فرك صف من الأوتاد الموجودة في الأرجل الخلفية في اتجاه حواف الأجنحة الأمامية. تصدر هذه الأصوات بشكل أساسي من الذكور لجذب الإناث، ومع ذلك تصدر الإناث في بعض الأنواع صريرًا.
يمكن أن يحدث لبس بين الجنادب والجراد، لكن يوجد العديد من الاخلافات بينهما مثل عدد العقل في قرون الاستشعار، وهيكل المسرأ أو حامل البيض، والعضو الطبلي، وطرق إنتاج الصوت. تمتلك رتيبة حاملات السيوف (انسيفيرا) قرون استشعار يمكن أن تكون أطول بكثير من أجسامها، ويتراوح عدد العقل بين 20 و24 عقلة، بينما تمتلك رتيبة حاملات الأزاميل (كاليفيرا) عدد أقل من العقل في قرون الاستشعار االتي تمتاز بالقوة.

## البيولوجيا

### الغذاء والهضم
الجهاز الهضمي في الحشرات

هيكل أجزاء الفم للجنادب

تنتمي معظم الجنادب إلى الحشرات عديدة العوائل، أي أنها تتغذى على النباتات من مصادر نباتية متعددة، لكن بعضها يمكن تصنيفه من الحشرات اللاحمة العاشبة التي تتغذى على اللحوم والنباتات، كما تتغذى على الأنسجة الحيوانية وبراز الحيوانات. تفضل الجنادب بشكل عام الحبوب المزروعة كالمحاصيل. تمتلك الجنادب جهازًا هضميًا مشابهًا لباقي الحشرات مع أنابيب مالبيجي التي تصب في المعي المتوسط. تحدث عملية هضم الكربوهيدرات بشكل أساسي في الحوصلة التي تستخدم في تخزين الغذاء، بينما عملية هضم البروتينات تحدث في أعور المعي المتوسط. تمتلك الجنادب لعابًا وفيرًا، لكن لعابها يخلو تقريبًا من الإنزيمات، الأمر الذي يسهل حركة الطعام والإفرازات المالبيجية على طول القناة الهضمية. تمتلك بعض الجنادب السليولوز الذي يعمل على تليين جدران الخلايا النباتية مما يجعل مكونات الخلايا النباتية في متناول الإنزيمات الهاضمة الأخرى.
تقوم الجنادب، مثل العديد من الحشرات الأخرى، بتخزين الطعام الفائض عن حاجتها على شكل دهون داخل الجسم. تكون طريقة التخزين هذه واضحة أكثر في الأطوار الأولى للجراد، حيث يتم تحديد حجم الجسم بصورة عامة عن طريق تخزين الدهون.

### الأعضاء الحسية

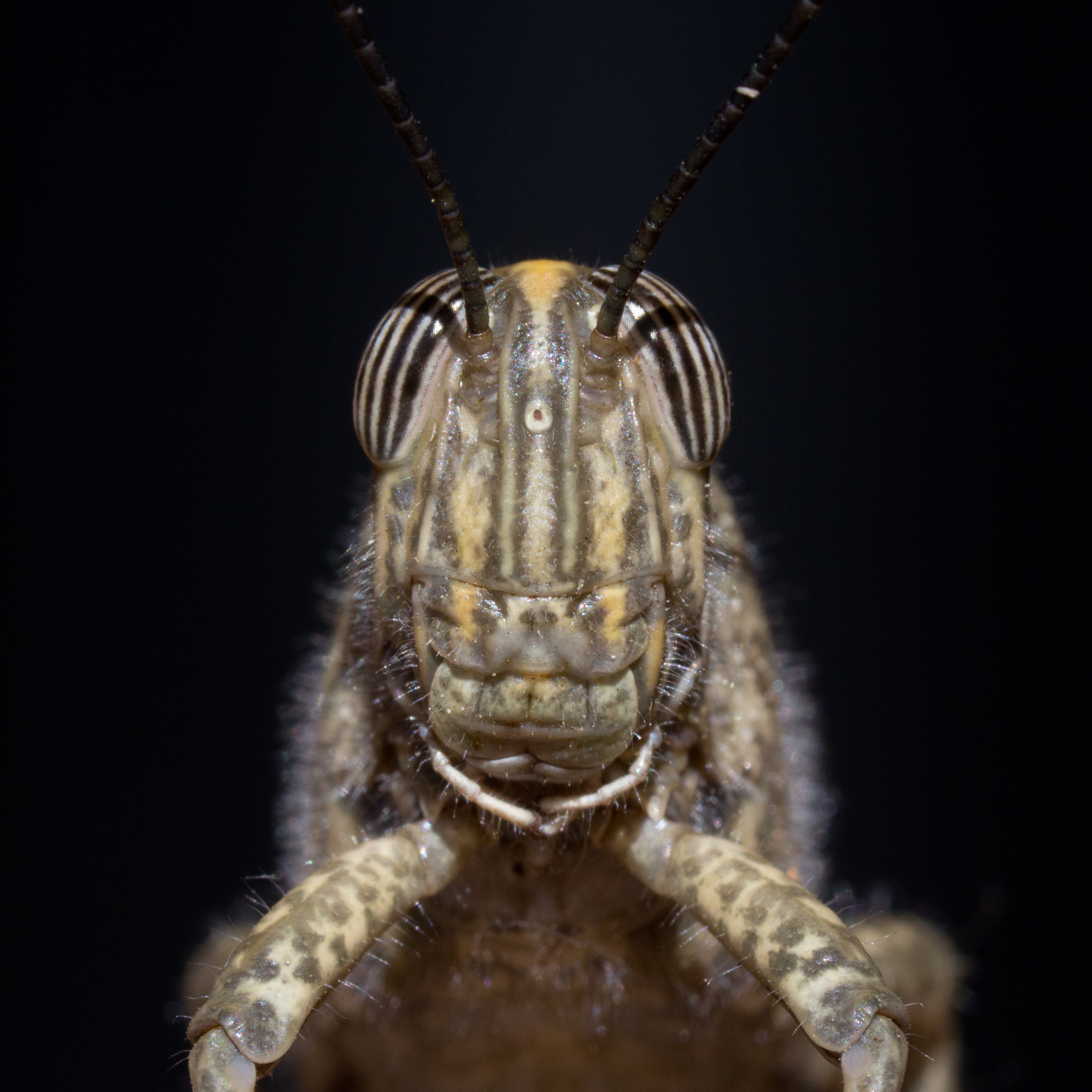
منظر أمامي للجندب المصري، يوضح العيون المركبة والعيون البسيطة

تمتلك الجنادب جهازًا عصبيًا لا يختلف عن باقي الحشرات مع مجموعة كبيرة من أعضاء الحس الخارجية. يوجد على جانبي رأس الجنادب زوج من العيون المركبة الكبيرة التي توفر مجالًا واسعًا للرؤية، ويمكنها أن تقوم بوظائف أخرى مثل رصد الحركة وتمييز الأشكال والتعرف على الألوان وتقدير المسافات، كما تمتلك الجنادب مثل معظم الحشرات ثلاثًا من العيون البسيطة في المنطقة الأمامية من الجمجمة أو ما يعرف بالجبهة. تستخدم الجنادب العيون البسيطة في معرفة شدة الضوء مما يجعلها تميز بين الليل والنهار، لكن لا تستطيع بواسطتها رؤية الأشياء. يوجد في الجزء الأمامي من رأس الجنادب بين العينين المركبتين زوج من قرون الاستشعار الخيطية التي تحتوي على شعيرات حسية تستخدم في اللمس والشم. تحتوي أجزاء من فم الجنادب على مستقبلات التذوق. على الجانب الأمامي من بطنها يوجد زوج من الأعضاء الطبلية من أجل عملية السمع. تنتشر على جسم الجنادب العديد من الشعيرات الرفيعة التي تعمل كمستقبلات ميكانيكية ترصد التغيرات الحركية. توجد الشعيرات بكثافة عالية على قرون الاستشعار، والملامس الموجودة في الفم، والقرون الشرجية الموجودة في طرف البطن. تمتلك الجنادب مستقبلات حسية خاصة مثل الشعيرات الحسية الناقوسية المدمجة في القشرة الجلدية للأرجل، وهي تعمل كمستقبلات ميكانيكية ترصد أي تشوه في قشرة الحشرة الجلدية، وتستجيب لأي إجهاد أو ضغط، وتشبه كثيرًا منعكس جولجي الوتري في الثدييات. بالإضافة إلى ذلك يوجد أعضاء حسية داخلية وترية متخصصة في كشف الوضعية والحركة حول مفاصل الهيكل الخارجي. تنقل كل المستقبلات الحسية السابقة المعلومات إلى الجهاز العصبي المركزي من خلال الخلايا العصبية الحسية، ومعظمها تمتلك أجسامًا خلوية في المحيط القريب من المستقبلات نفسها.

### الدورة الدموية والتنفس
تمتلك الجنادب مثل الحشرات الأخرى جهازًا دوريًا مفتوحًا، أي أن الدم لا يوجد في أوعية مقفلة بل يوجد في تجاويف أجسامهم، غامرًا الأعضاء الداخلية والأرجل والأجنحة. يطلق على الدم في حالة الجنادب أو مفصليات الأرجل بشكل عام اللمف الدموي. يتركب الجهاز الدوري عند الجنادب من الوعاء الدموي الظهري الذي يمتد على طول جسم الجنادب، وينقسم إلى جزئين: الأورطة، والقلب. يضخ القلب اللمف الدموي حتى يصل إلى الأورطة الذي ينقل اللمف الدموي إلى الرأس ومنه إلى باقي الأجزاء قبل أن يعود مرة أخرى إلى البطن. لا يساهم اللمف الدموي في عملية التنفس، وإنما يعمل على نقل وتوزيع المواد الغذائية خلال أنحاء الجسم، ويعمل على حمل الفضلات الأيضية من الجسم إلى القناة الهضمية من أجل التخلص منها. يساهم اللمف الدموي في المساعدة على التئام الجروح، ونقل الحرارة، وتوفير الضغط الهيدروستاتيكي الذي يساعد في عملية فقس البيض، وعملية الانسلاخ. تحدث عملية التنفس في الجنادب من خلال القصبات الهوائية، وهي أنابيب مملوءة بالهواء تصل إلى فتحات تنفسية مزدوجة توجد على جانبي الصدر والبطن. تحتاج الحشرات الكبيرة أحيانًا إلى تهوية أجسامها بطريقة فعالة، ويحدث ذلك عن طريق فتحها لبعض الثغور التنفسية بينما تترك الثغور الأخرى مغلقة باستخدام عضلات البطن التي تعمل على تمديد الجسم أو تقليصه، وضخ الهواء عبر الجهاز التنفسي.

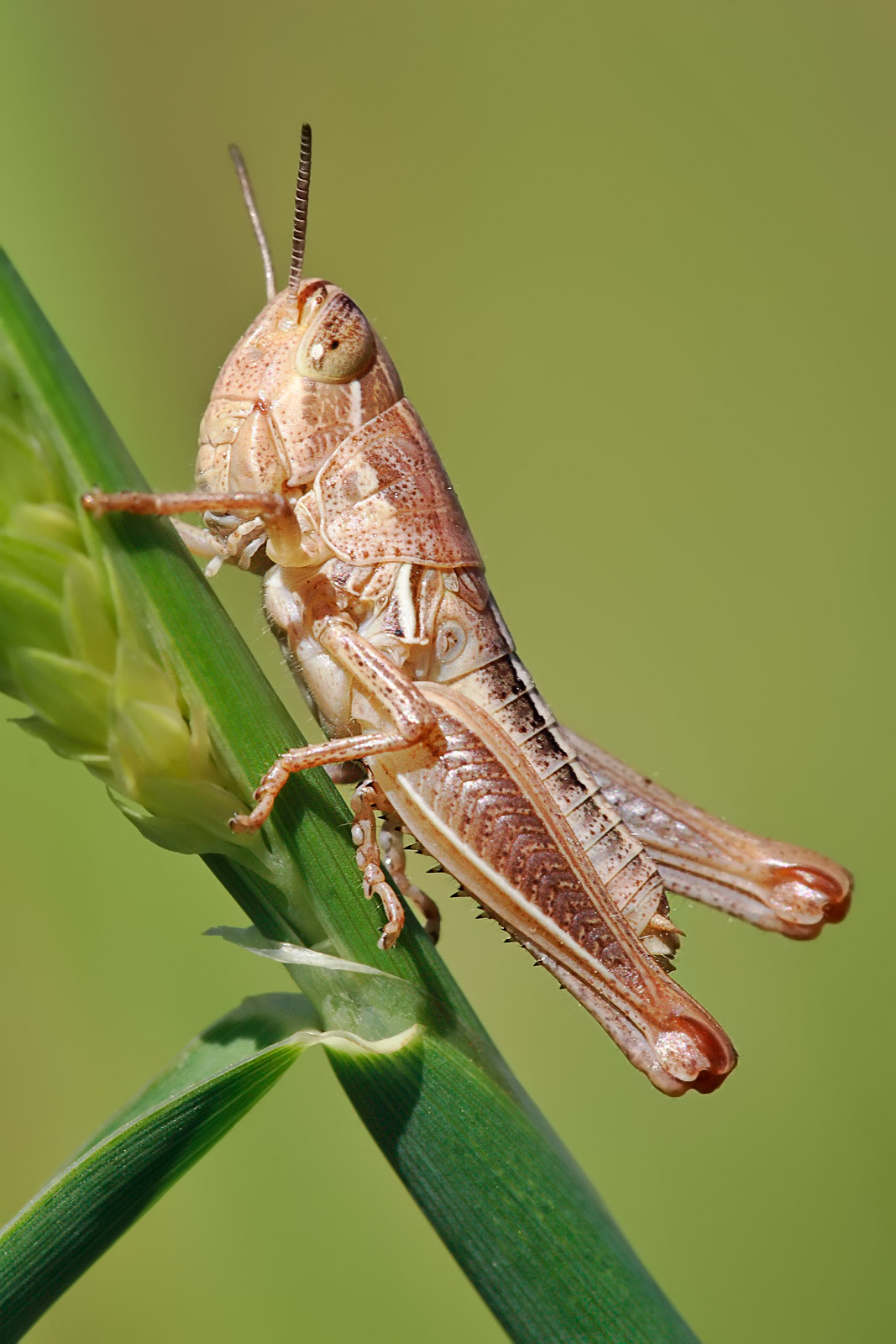
صورة مكبرة للجندب

### نظام السمع
كوبيفورا جورجونينسيس بالانكليزية : Copiphora gorgonensis ،هو نوع من الجنادب من أمريكا الجنوبية ، وهولعضو سمعي مشابه جدًا لعضو الثدييات ، ويتكون من هيكل من ثلاثة أجزاء ومليء بسائل يلعب نفس دور القوقعة. إنه تقارب تطوري. تقع هذه الأذن الداخلية على القصبة الأمامية. يبلغ قياسها 600 ميكرومتر ، وهي أصغر أذن من نوعها في الطبيعة. هذه الأذن قادرة على سماع الأصوات بتردد 120 كيلو هرتز ، مقابل 20 كيلو هرتز للإنسان و60 كيلو هرتز للكلاب ، مما يسمح لها حسب بعض الباحثين بالتواصل دون أن يسمعها مفترسها مثل خفاش. بالنسبة لمعظم الحشرات الأخرى ، يتم توصيل مستشعرات الاهتزاز بأجهزة استشعار عصبية خلف الغشاء مباشرة.

### القفز

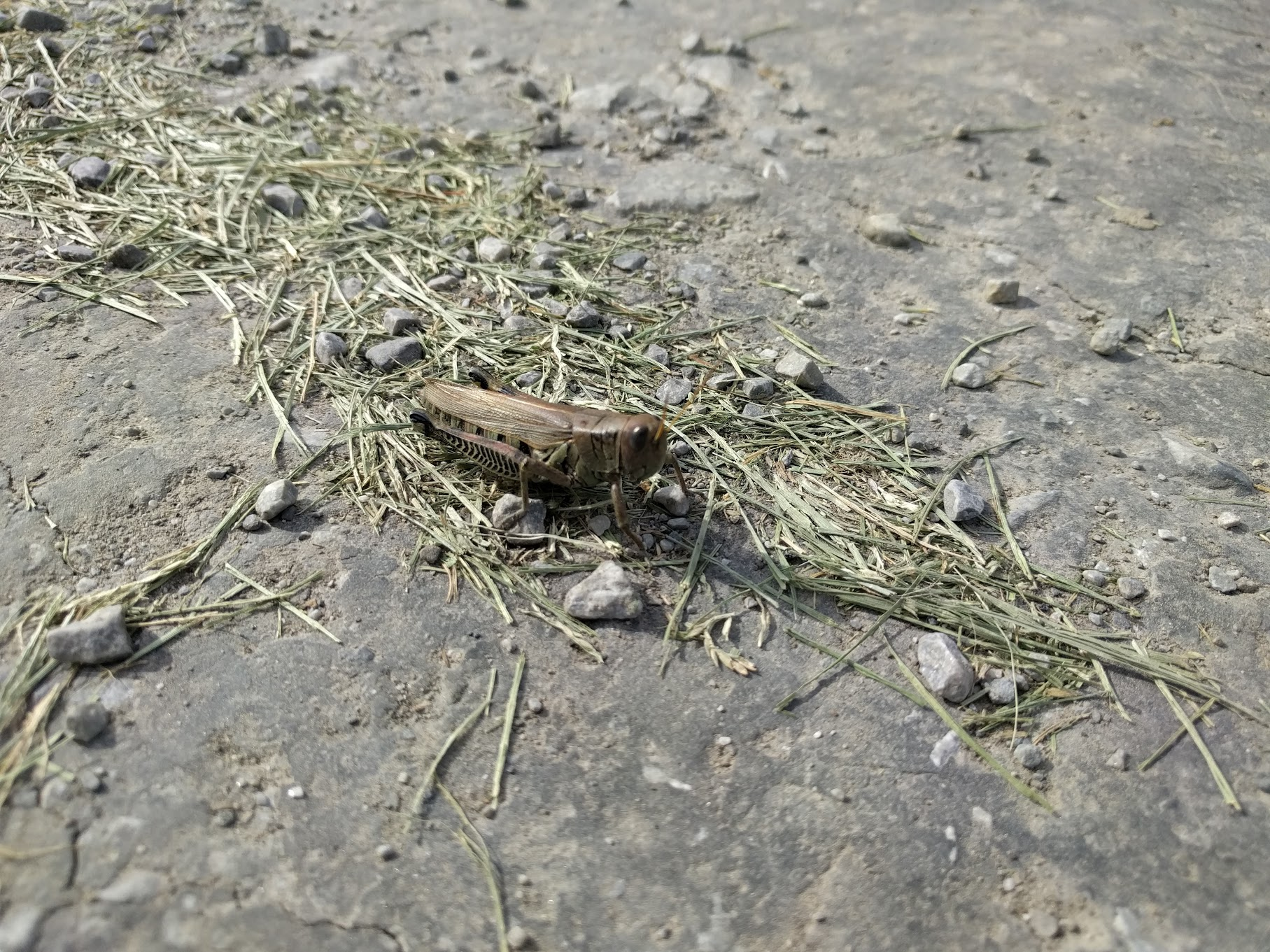
جندب يأخذ وضع الاستعداد قبل القفز

يستطيع الجندب الكبير، مثل الجراد، أن يقفز لمسافة تصل إلى متر، أي عشرين مرة ضعف طوله، دون استخدام أجنحته، ويصل ارتفاع القفزة إلى ما يقرب من ربع متر. تجثم الجنادب على الأرض منحنية قبل القفز، ثم يثبت على الأرض لمدة قصيرة وينطلق، وهو ثبات له دور كبير في عملية القفز. تقترب قوة تسارع الجنادب عند القفز من العشرين، وهي قوة يمكنها أن تسحق الإنسان. يقفز الجندب عن طريق مد أرجله الخلفية في اتجاه الأرض، وعليه أن يضغط بقوة كافية على مكان ارتكازه حتى تكون قوة الدفع كافية لعملية القفز، كما يجب على الجندب أن يولد قوة الدفع في وقت قصير، لأن الأرجل يمكن أن تتمد قبل أن تصل قوة الدفع إلى الذروة، أي أن الجندب يلزمه في عملية القفز القوة والسرعة. لا يمكن أن تحصل الجنادب أو أي كائن حي آخر على القوة والسرعة معًا؛ لأن الحصول على قوة كبيرة من العضلة يعني انقباضًا بطيئًا. من ناحية أخرى، لن يولد الانقباض السريع للعضلة قوة كافية من أجل القفز. استخدم الإنسان قديمًا أدوات مثل الرافعة أو آلة المنجنيق أو القوس والسهم من أجل التغلب على المهام التي تتطلب قوة كبيرة وسرعة كبيرة. تغلبت الجنادب على المشكلة منذ أكثر من 100 مليون سنة عندما طورت مجانيق خاصة بها في أرجلها الخلفية. تقفز الجنادب لعدة أسباب مثل الهروب من حيوان مفترس أو الانطلاق في رحلة طويلة أو مجرد التنقل من مكان لآخر.
يُعد القفز عند الجنادب عملية من ثلاث مراحل. أولًا، يثني الجندب الجزء السفلي من الرجل (الظنبوب) ثنيًا كاملًا في مقابل الجزء العلوي من الرجل (الفخذ) عن طريق تنشيط العضلة الظنبوبية المثنية. ثانيًا، يوجد فترة من الانقباض المشترك. تنقبض العضلة الباسطة والعضلة المثنية في نفس الوقت. يحافظ انقباض العضلة المثنية في جعل الظنبوب في وضع الانثناء الكلي بحيث يؤدي الانكماش المتزامن في العضلة الباسطة إلى ثني الجزء الزنبركي الموجود في المفصل بدلًا من تمديد الرجل. تكون العضلة الباسطة أقوى من العضلة المثنية، لكن العضلة المثنية مدعومة بتخصصات في المفصل تمنحها ميزة ميكانيكية فعالة كبيرة على العضلة الباسطة عندما يكون الظنبوب مثنيًا بشكل كلي. يمكن أن يستمر الانقباض المشترك لمدة نصف دقيقة، وخلال هذه الفترة تنقبض العضلة الباسطة، وتخزن طاقة التشوه المرن عن طريق تشويه الهياكل الُجليدية الصلبة في الأرجل. يكون التقلص في العضلات الباسطة بطيئًا جدًا (متناظر القياس تقريبًا) مما يسمح لها بتوليد قوة كبيرة تصل إلى 14 نيوتن كما في حالة الجراد الصحراوي، لكن بسبب كونها بطيئة، يتطلب الأمر طاقة منخفضة. تأتي المرحلة الثالثة من عملية القفز عندما تسترخي العضلة المثنية، الأمر الذي يحرر الظنبوب من وضع الانثناء. يحدث التمدد السريع اللاحق للظنبوب من خلال الهياكل المرنة بدلًا من زيادة التقلص في العضلة الباسطة. من خلال الطريقة السابقة، تعمل القشرة الخارجية (الكيوتيكل) مثل رباط المنجنيق أو القوس في سلاح القوس والسهم. تُختزن الطاقة على هيئة قوة صغيرة من خلال انقباض العضلة البطئ والقوي، ثم تُحرر في شكل قوة كبيرة عن طريق الاسترخاء السريع للهياكل المرنة.

### الصرير
تقضي ذكور الجنادب معظم اليوم في الصرير، وينشط صريرها في الظروف المثالية، ويخفت صريرها في الظروف غير المؤاتية. تصدر الإناث أيضًا صريرًا، لكن لايمكن مقارنته بما تصدره الذكور. يمكن أحيانًا ملاحظة ذكور حوريات الجنادب في مراحلها المتأخرة تصدر صريرًا رغم افتقارها إلى الأعضاء اللازمة لإصدار الصرير، الأمر الذي يدل على أهمية هذه السمة السلوكية بالنسبة لها. يُعد الصرير وسيلة تواصل بين الجنادب. يشير صرير الذكور غالبًا إلى النضج التناسلي، والرغبة في الانسجام الاجتماعي، والرفاه الفردي. يصبح الانسجام الاجتماعي ضروريًا بين الجنادب بسبب قدرتها على القفز أو الطيران لمسافات طويلة، ويمكن أن يعمل الصرير على الحد من التشتت وتوجيه الآخرين إلى الموطن المناسب. يتنوع الصرير المعتاد من حيث الشدة والأسلوب، ويمكن أن يتغير في وجود ذكر منافس، ويتغير مرة أخرى إلى صريرغزل في وجود أنثى. في ذكور الجنادب من عائلة جنادب المثانة، يعمل بطنها المتضخم على تضخيم الصرير.

### دورة الحياة

الأطوار الستة للجنادب

لا تتصاعد النزاعات، في معظم أنواع الجنادب، بين الذكور على الإناث إلى ما وراء الممارسات الشعائرية. يوجد بعض الاستثناءات مثل جنادب الحرباء (Kosciuscola tristis) التي تتصارع ذكورها على الإناث التي تضع البيض. يحدث بين الذكور اشتباك بالأرجل، وعض، وركل، ومحاولات اعتلاء وتثبيت.

تستمر إناث الجنادب الحديثة في مرحلة ما قبل وضع البيض لمدة أسبوع أو أسبوعين حيث تكتسب بعض الوزن، وينضج بيضها. بعد مرحلة التزاوج، تحفر معظم أنواع إناث الجنادب حفرة عن طريق حامل البيض أو المسرأ ، ثم تضع دفعة من البيض في جراب يشبه الشرنقة في الأرض بالقرب من النباتات الغذائية، وتحدث عملية الوضع بشكل عام في فصل الصيف. بعد وضع البيض، تغطي إناث الجنادب الحفرة بالتربة والفضلات. تضع بعض إناث الجنادب جراب البيض في أنسجة النباتات مباشرة مثل الجنادب شبه المائية (Cornops aquaticum). يلتصق البيض داخل الجراب مع بعضه عن طريق رغوة في بعض أنواع الجنادب. بعد بضعة أسابيع من التطور، يدخل البيض في معظم المناطق معتدلة المناخ في حالة سبات، وتستمر حالة السبات طوال فصل الشتاء. تتوقف حالة السبات عند انخفاض درجة حرارة الأرض بما يكفي، مع استئناف حالة التطور بمجرد أن تصل حرارة الأرض إلى درجة معينة. تفقس جميع الأجنة الموجودة في الجراب عادة في غضون بضع دقائق من بعضها البعض. سرعان ما تتحرر الحوريات من الأغشية ويتصلب هيكلها الخارجي. يمكن أن تقفز الجنادب بعيدًا عن الحيوانات المفترسة وهي في طور الحورية الأول.

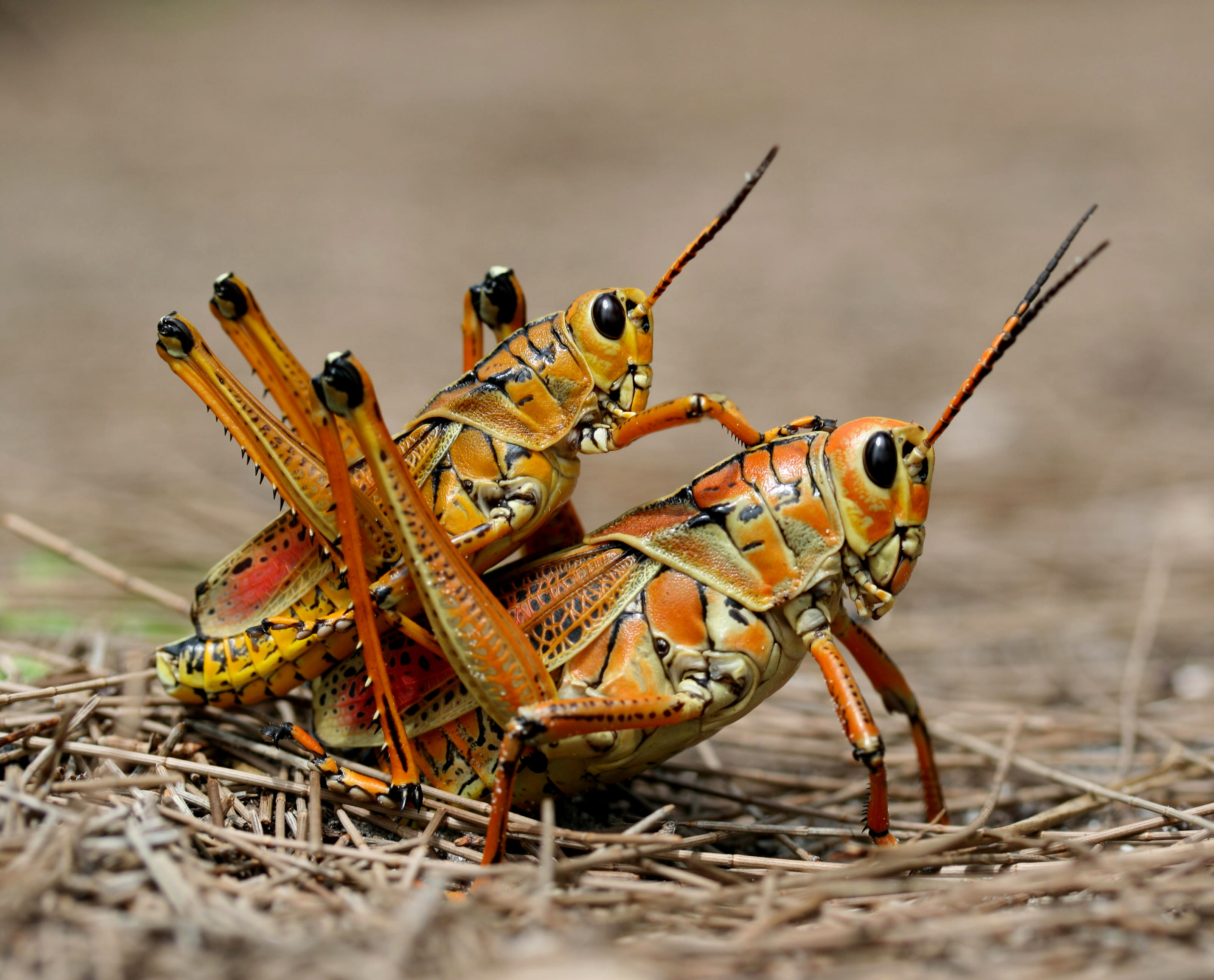
أنثى (الأكبر حجمًا) الجندب الأخرق تضع البيض في حضور الذكر

تخضع الجنادب إلى تحول غير كامل: يحدث لها انسلاخ متكرر، ومع كل طور تصبح حوريات الجنادب أكبر ومشابهة أكثر للجنادب البالغة مع زيادة في حجم براعم الأجنحة. يختلف عدد الأطوار التي تمر بها الجنادب من نوع إلى آخر، لكن في الأغلب تكون ستة أطوار. تكبر أجنحة الجنادب وتصبح مكتملة وجاهزة بعد الانسلاخ الأخير. تقضي الجنادب المهاجرة (Melanoplus sanguinipes) حوالي 25 إلى 30 يومًا في طور الحورية، اعتمادًا على الجنس ودرجة الحرارة، وتعيش حوالي 51 يومًا في طور الجنادب البالغة.

### تكون الأسراب

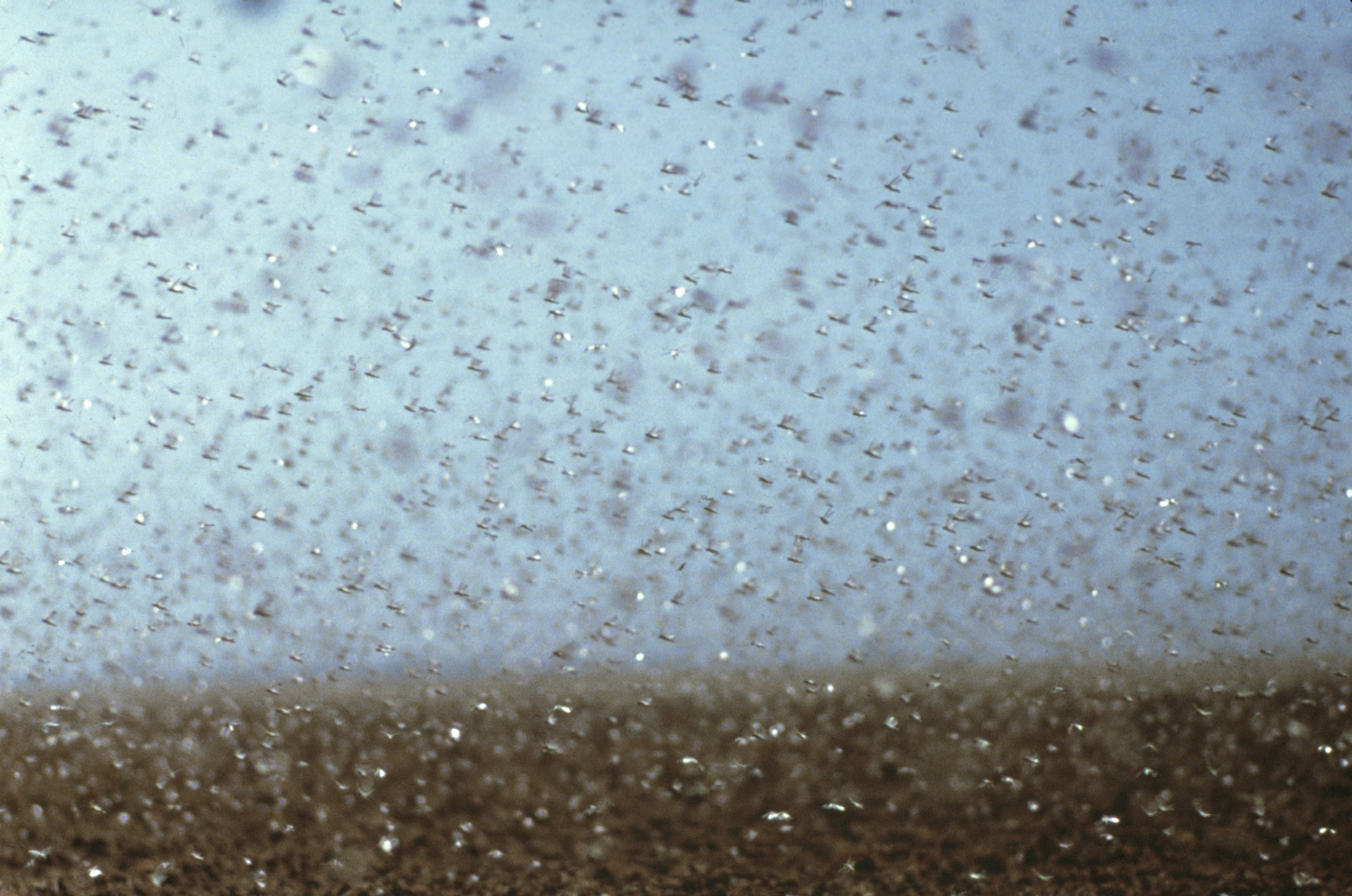
ملايين من وباء الجراد خلال تحركها في أستراليا

يُعد الجراد هو مرحلة تكون الأسراب في أنواع معينة من الجنادب قصيرة قرون الاستشعار التي تتبع فصيلة الجراديات. لا يعدو سلوك تكون الأسراب كونه استجابة إلى التكدس. تسبب زيادة التحفيز اللمسي في الأرجل الخلفية إلى زيادة في مستويات السيروتونين. يؤدي ذلك إلى تغيير في لون الجنادب، وزيادة مفرطة في الشهية، والتكاثر بسرعة. تتحول الجنادب من حالة الفردية إلى الانسجام ضمن الأسراب عن طريقة عدة اتصالات في الدقيقة الواحدة خلال فترة قصيرة.
بعد هذا التحول، وفي ظل ظروف مناسبة، تتكدس مجموعات كبيرة من الحوريات الرحالة التي لا تطير والمعروفة باسم النطاطات، منتجة الفيرومونات التي تجذب الحشرات لبعضها البعض. مع وجود عدة أجيال من الجنادب في العام الواحد، يمكن أن تزيد الأعداد من مجرد مجموعات محلية إلى تكدسات هائلة من الحشرات الطائرة المعروفة باسم الطواعين، وتلتهم كل ما يقابلها من نباتات. كان أكبر سرب من الجراد المسجل هو السراب الذي شكله جراد جبال روكي المنقرض في عام 1875. بلغ طول سرب الجراد 1800 ميل (2900 كم) وعرضه 110 أميال (180 كم)، وتشير أحد التقديرات إلى أن عدد الجراد المحتشد وصل إلى 3.5 تريليون. يمكن أن يأكل الجراد الصحراوي البالغ 2 جرام (0.1 أونصة) من المواد النباتية كل يوم؛ ومن ثم فإن مليارات الحشرات داخل سرب كبير يمكن أن تكون مدمرة للغاية، حيث تجرد النبات المتواجدة في منطقة الوباء من جميع أوراقها، كما تتلف السيقان والزهور والفواكه والبذور واللحاء.

## المفترسات والطفيليات ومُسببات الأمراض

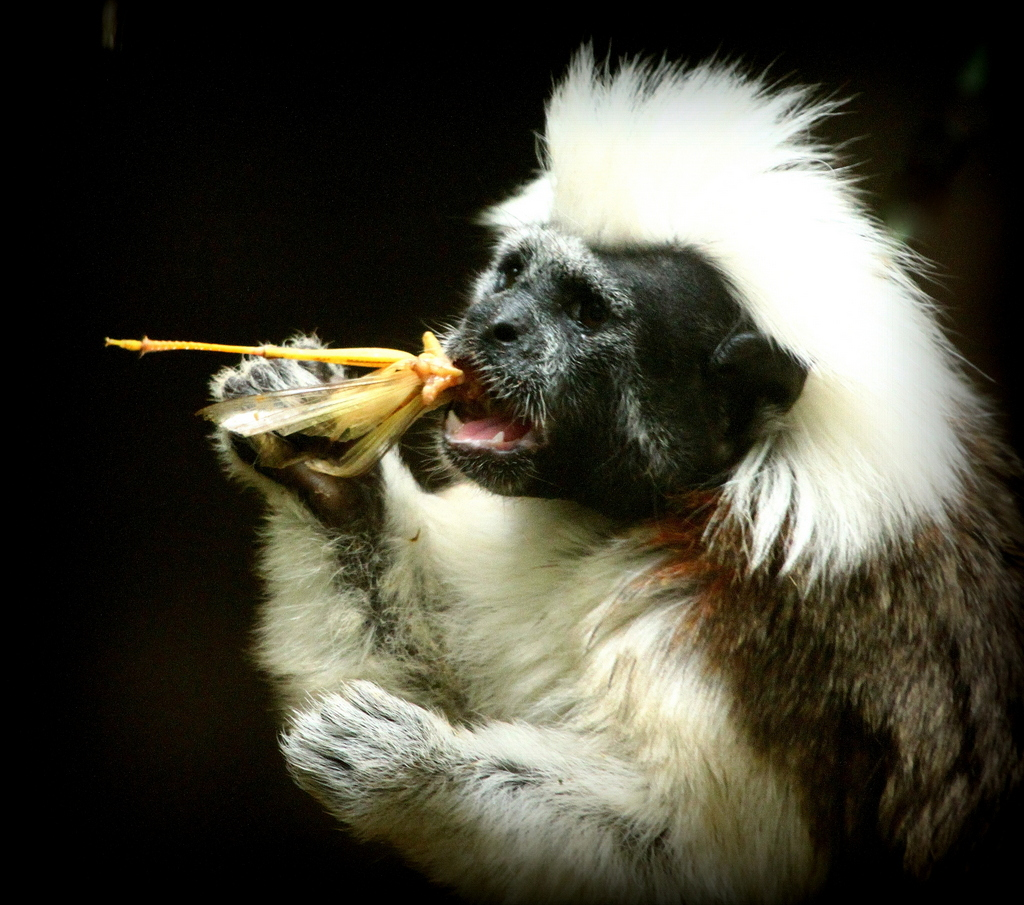
قرد تمارين قطني الرأس يأكل الجنادب

تكون الجنادب عرضة إلى مجموعة كبيرة من الحيوانات المفترسة في المراحل المختلفة من حياتها. يأكل ذباب النحل والخنافس الأرضية وخنافس البثور البيض، وتتعرض الجنادب البالغة إلى هجمات الحشرات الأخرى مثل النمل والعنتر والزنبوريات خيطية الخصر، والعناكب، والعديد من الطيور، والثدييات الصغيرة بما في ذلك الكلاب والقطط.
يتعرض البيض والحوريات إلى هجمات الطفيليات مثل الخوتعيات وذبابة اللحم والذباب الرقيق. يُعد العث من الطفيليات الخارجية التي تهاجم الحوريات والجنادب البالغة. تنتج إناث الجنادب التي تتعرض إلى التطفل من قِبل بيضًا أقل؛ ولذلك فإنها تمتلك ذرية أقل مقارنة بالإناث التي لم تتعرض إلى التطفل.
تصيب دودة أسطوانية طويلة معروفة باسم نيماتودا الجنادب (Mermis nigrescens)الجنادب، وتعيش في التجاويف الدموية للحشرات. تضع الديدان البالغة بيضها على النباتات، وتحدث الإصابة عندما تأكل الجنادب أوراق الشجر. يوجد أنواع من الديدان الطفيلية مثل (Spinochordodes tellinii) و(Paragordius tricuspidatus) التي تصيب الجنادب، وتعمل على التلاعب في سلوك مضيفها. عندما تتطور الديدان بشكل كافٍ داخل المضيف تحاول إغراءه بالقفز في أي مسطح مائي قريب حيث يموت غرقًا، ومن ثم تستطيع الديدان الاستمرار في المرحلة التالية من دورة حياتها التي تحدث في الماء.

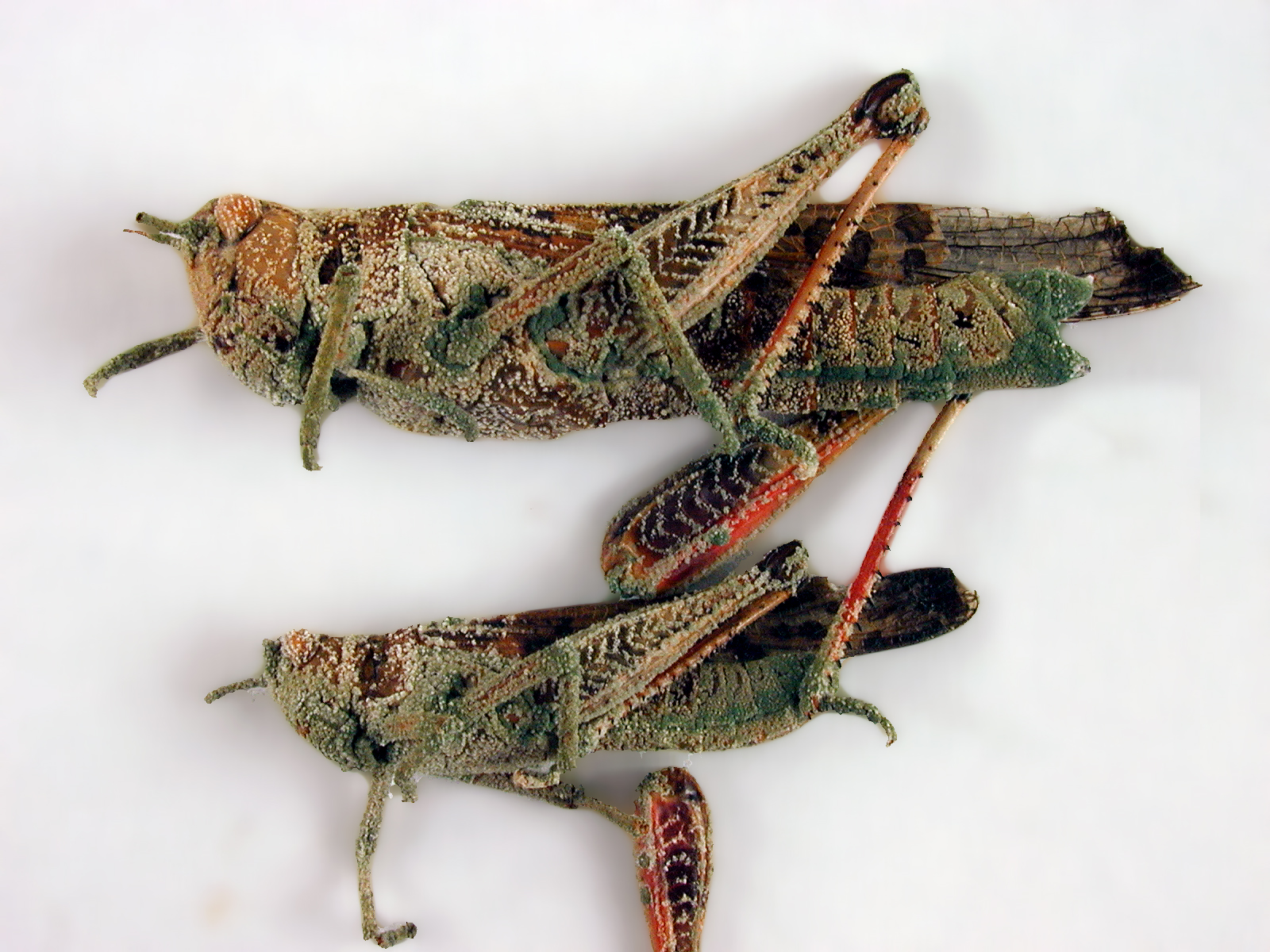
جراد مقتول بواسطة الفطريات الممرضة، وهي أحد وسائل المكافحة البيولوجية الصديقة للبيئة، هيئة البحوث الأسترالية، 2005

تتأثر الجنادب بالأمراض التي تسببها الفيروسات والبكتيريا والفطريات والأوليات. تسببت كل من بكتيريا الزائفة الزنجارية (Pseudomonas aeruginosa ) وبكتيريا السراتية الذابلة (Serratia marcescens) في أمراض أصابت الجنادب، وكذلك الفطريات المسببة للأمراض مثل فطر بوفيريا باسيانا (Beauveria bassiana). استخدم الفطر السابق من أجل السيطرة على انتشار الحشرات الضارة، ورغم أنه يصيب الجنادب، إلّا أن العدوى ليست قاتلة عادة؛ لأن التعرض إلى الشمس يرفع درجة حرارة الحشرة إلى درجة لا يتحملها الفطر. تستطيع مُسببات الأمراض الفطرية مثل إنتموفجا جريلي (Entomophaga grylli ) التأثير على سلوك الجندب المضيف، حيث تجعله يتسلق قمة النبات، ويتشبث بالجذع أثناء موته. تضمن هذه الطريقة انتشار واسع للأبواغ الفطرية المتحرر من جثة الجندب.
عُثر على نوع من الفطريات الممرضة معروف باسم ميتارتسيوم أكريدوم (Metarhizium acridum) في أفريقيا وأستراليا والبرازيل، حيث تسبب في أوبئة حيوانية في الجنادب، ويجري التحقق في إمكانية استخدامه كمبيد حشري جرثوم للسيطرة على انتشار الجراد. يمكن أن يكون الفطر الميكروسبيريديومي الذي يسمى نوزيما لوكستاي (Nosema locustae) قاتلًا للجنادب، وهو فطر كان يُغتقد في السابق أنه من الأوليات. يجب أن يتم استهلاك الفطر عن طريق الفم، وهو أساس المبيدات الحشرية الجرثومية التجارية التي تعتمد على فكرة الطُعم. كما عثر على العديد من الفطريات البويغية والأوليات في القناة الهضمية للجنادب.

### الدفاع ضد المفترسات
طورت الجنادب مجموعة من استراتيجيات التكيف التي تقاوم المفترسات، الأمر الذي يجنبها الرصد من قِبل الحيوانات المفترسة، والهروب إذا ما تم رصدها، وفي بعض الحالات تجنبها الافتراس إذا وقعت في الأسر. تستخدم الجنادب التمويه لتجنب الرصد من قِبل الحيوانات المفترسة التي تصطاد اعتمادًا على الرؤية. يمكن لبعض أنواع الجنادب أن تغير لونها ليناسب المحيط من حولها.
تحاكي العديد من أنواع الجناب أوراق الشجر بدقة متناهية مثل الجنادب الورقية الملثمة (Eumastacoidea). كما تحاكي جنادب العصا (Proscopiidae) في شكلها ولونها العصا الخشبية. تمتلك الجنادب عادة أنماطًا تخويفية على أجنحتها، تعطي وميضًا مفاجئًا من الألوان الزاهية التي تشتت المفترس لفترة كافية تسمح له بالقفز والهرب.
تستخدم بعض أنواع الجنادب طريقة التحذير اللوني، حيث تمتلك ألوانًا تحذيرية ساطعة وشديدة السمية تكفي لردع الحيوانات المفترسة. تتميز الجنادب المبرقشة (Pyrgomorphidae) أنها جنادب ثقيلة ومنتفخة وكسولة، ولا تحاول أن تختبئ، لكنها متلك لونًا أحمر فاقعًا على بطونها. رفض قرد سعدان الغينون (Cercopithecus) الذي التهم أنواعًا كثيرة من الجنادب أكل الجنادب المبرقشة. أظهرت التجربة استخدام جنادب قوس قزح أو جنادب أريزونا الملونة لطريقة التحذير اللوني عند مواجهتها لمفترس من الزواحف من فصيلة السحالي الصغيرة سوطية الذيل.

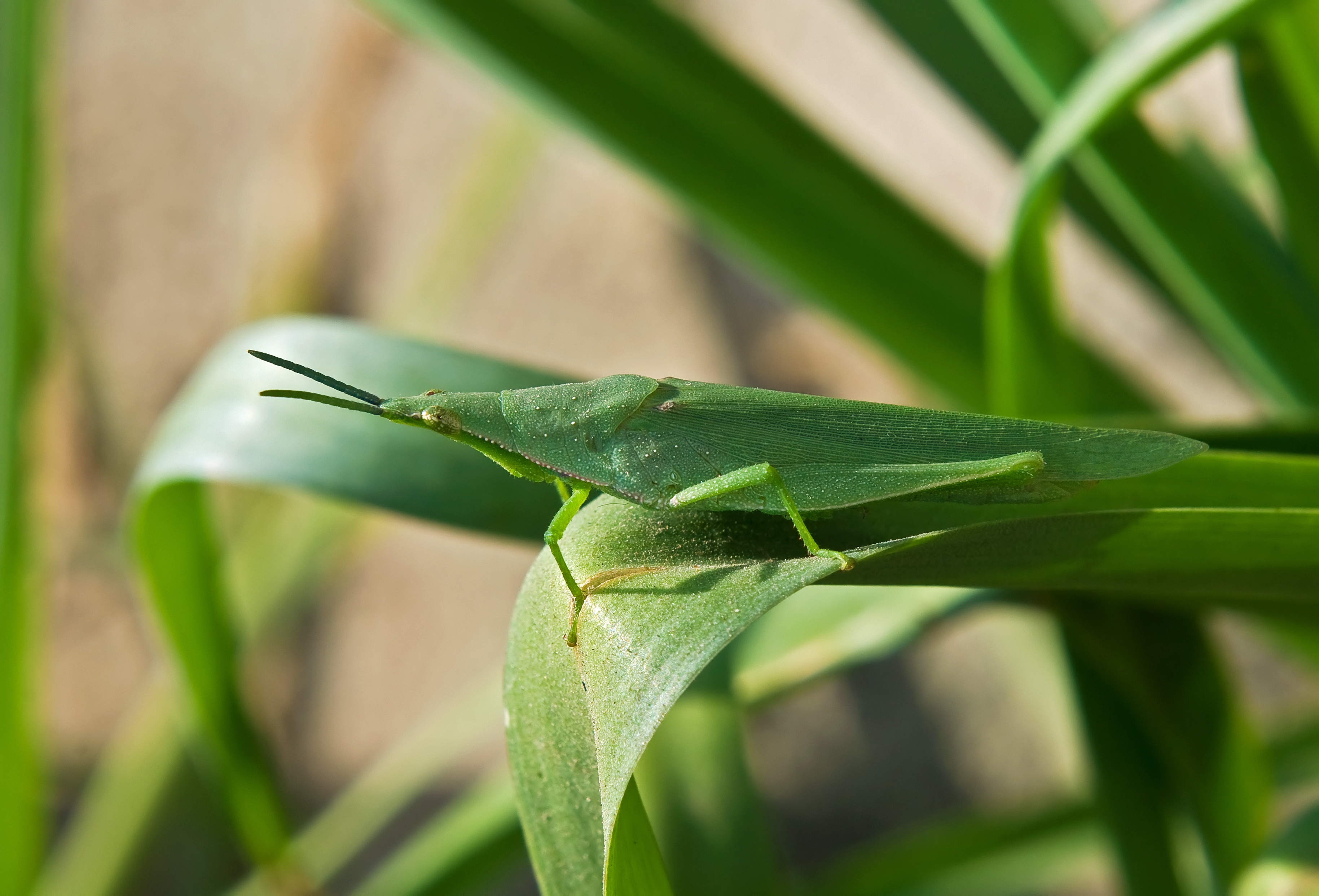
الجندب المبهرج، يدافع عن نفسه عن طريق التمويه
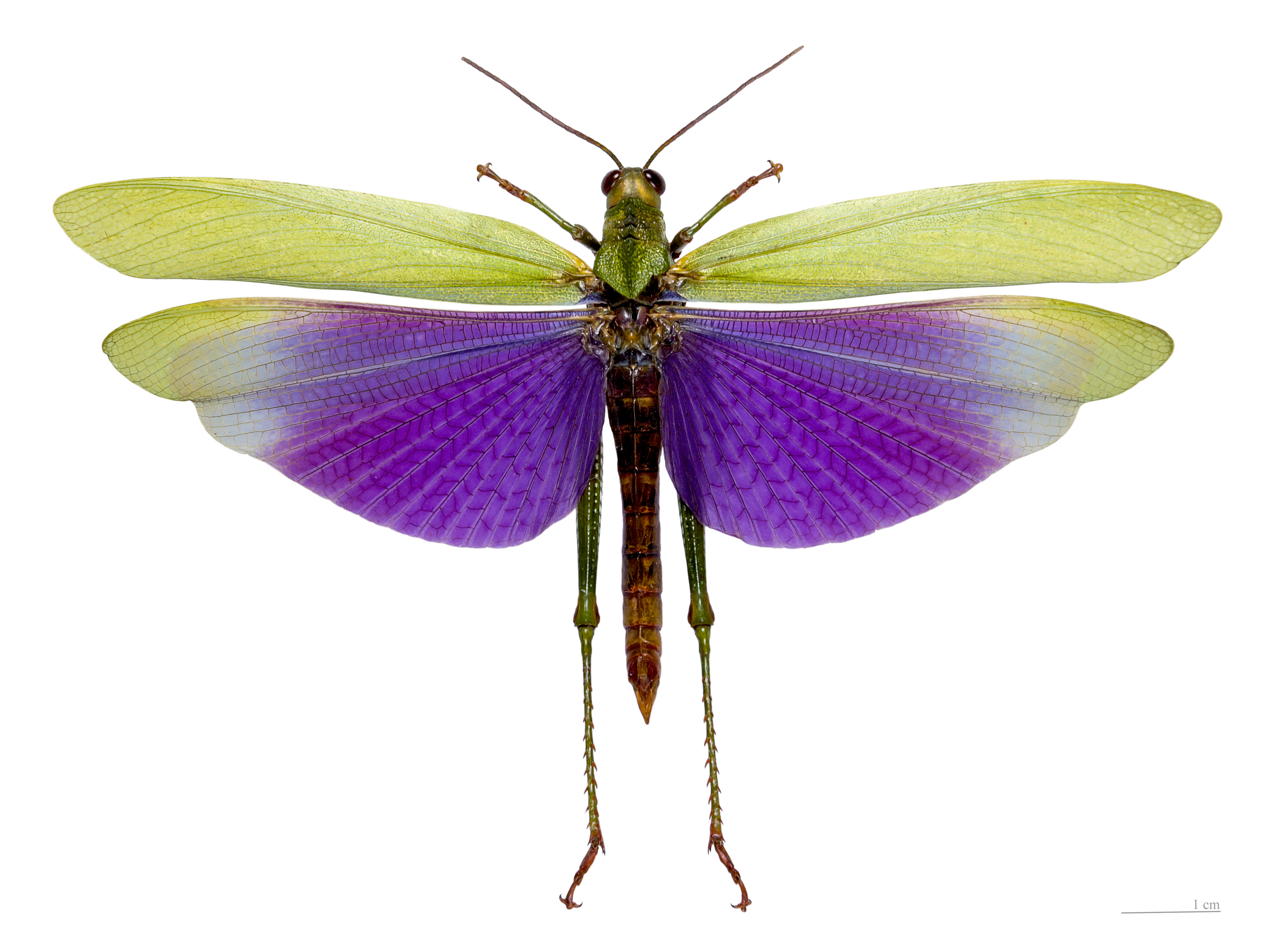
جندب من فصيلة الجنادب الخرقاء يفاجئ الأعداء عن طريق الأجنحة ذوات الألوان التخويفية.
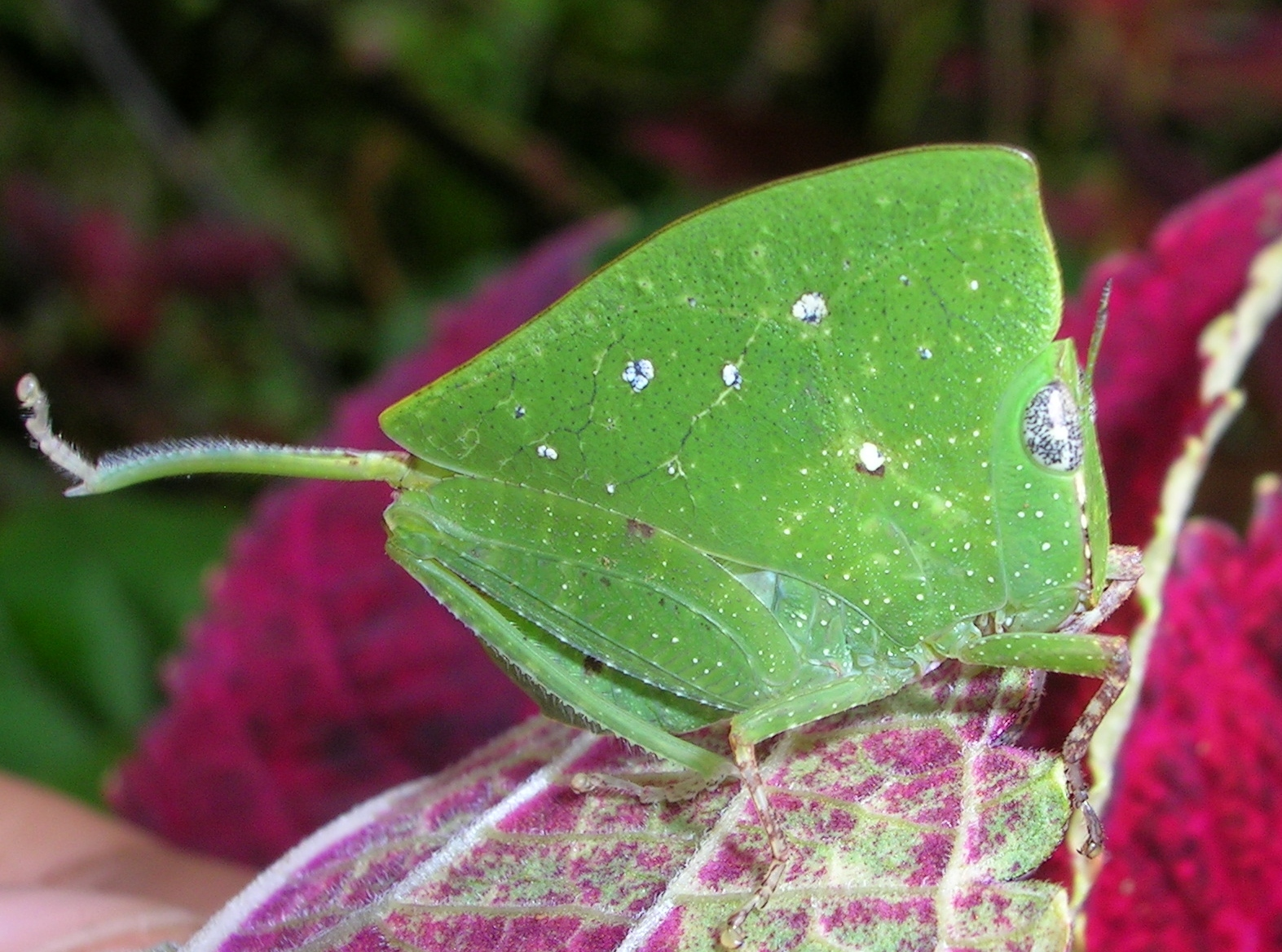
جندب أوراق الأشجار يختبئ عن طريق محاكاته لأوراق الأشجار
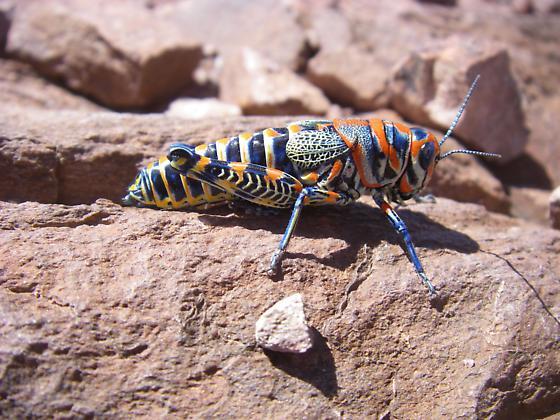
الجندب الملون يردع الأعداء عن طريق التحذير اللوني
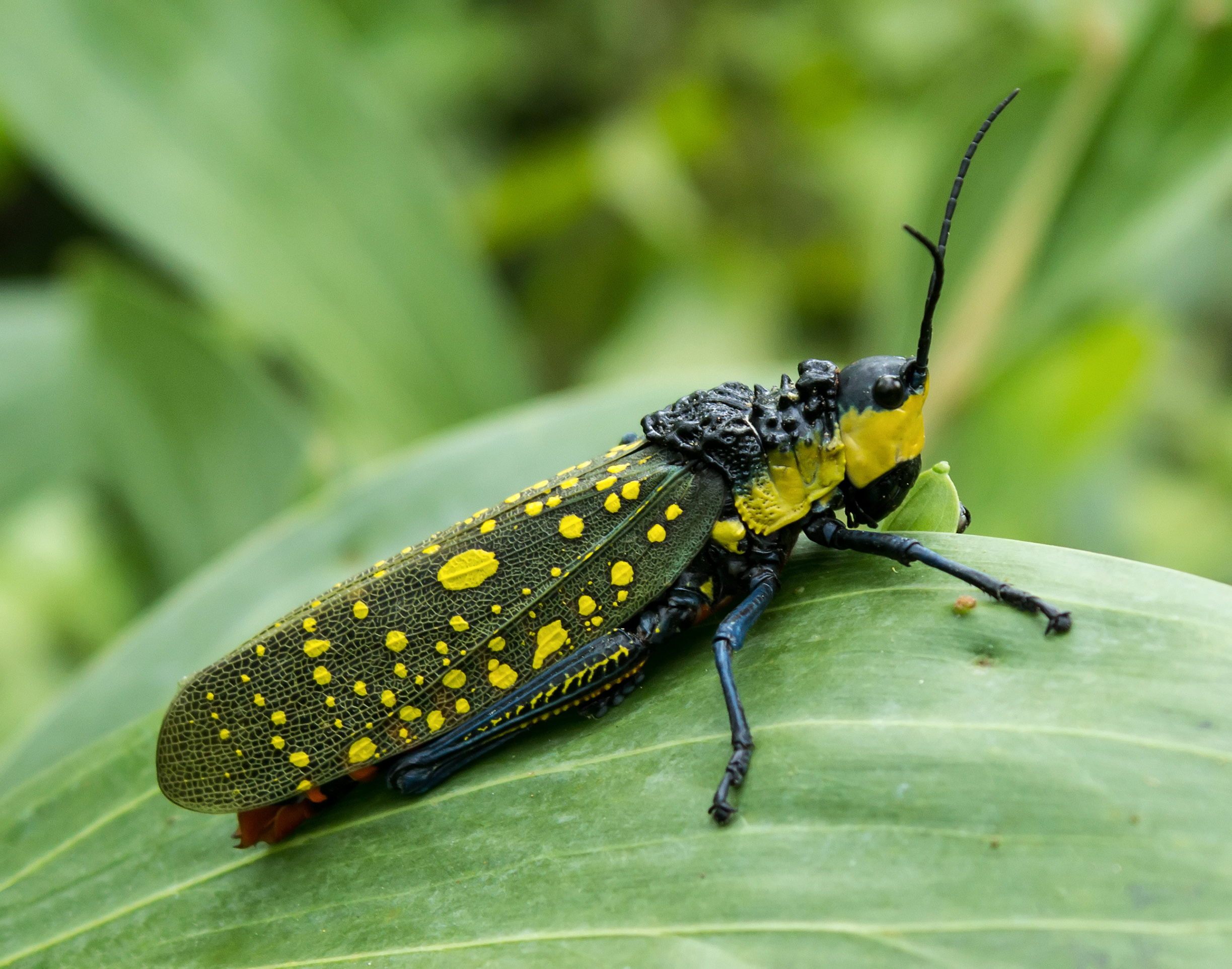
الجندب المرقط ، يدافع عن نفسه عن طريق الرغوة السامة والتحذير اللوني

## العلاقة مع البشر

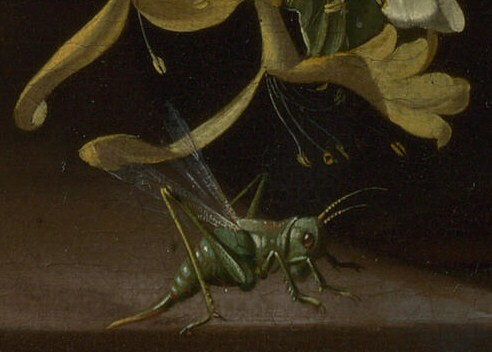
جندب من لوحة راشيل رويش 1658

### في الفن والإعلام
كانت الجنادب حاضرة في الأعمال الفنية مثل لوحة الطبيعة الصامتة التي رسمها فنان العصر الذهبي الهولندي بالتازار فان دير أست تحت عنوان زهور في مزهرية مع أصداف وحشرات في عام 1630، وهي موجودة الآن في المعرض الوطني بلندن، ومع ذلك ربما تكون الحشرة في اللوحة ليست جندبًا وإنما من النطاطات طويلة قرون الاستشعار.
كانت حشرة أخرى من رتبة مستقيمات الأجنحة موجودة في لوحة الطبيعة الصامتة التي رسمها راشيل رويش زهور في مزهرية عام 1658. وفقًا للقائم على المعرض بيتسي وايزمان، فإن المشهد الساكن في اللوحة، على مايبدو، يحركه جندبًا على الطاولة، وكأنه يستعد للقفز مع مجموعة من اللافقاريات تضم عنكبوتًا ونملة وزوجًا من اليرقات.
ظهرت الجنادب في السينما أيضًا. يدور الفيلم الأمريكي بداية النهاية (1975) عن جنادب عملاقة تهاجم شيكاغو. في فيلم الرسوم المتحركة حياة حشرة 1998 من إنتاج شركة بيكسار/ ديزني كانت الخصوم عبارة عن مجموعة من الجنادب، وكان زعيمهم الجندب هو الشخصية الشريرة في الفيلم.

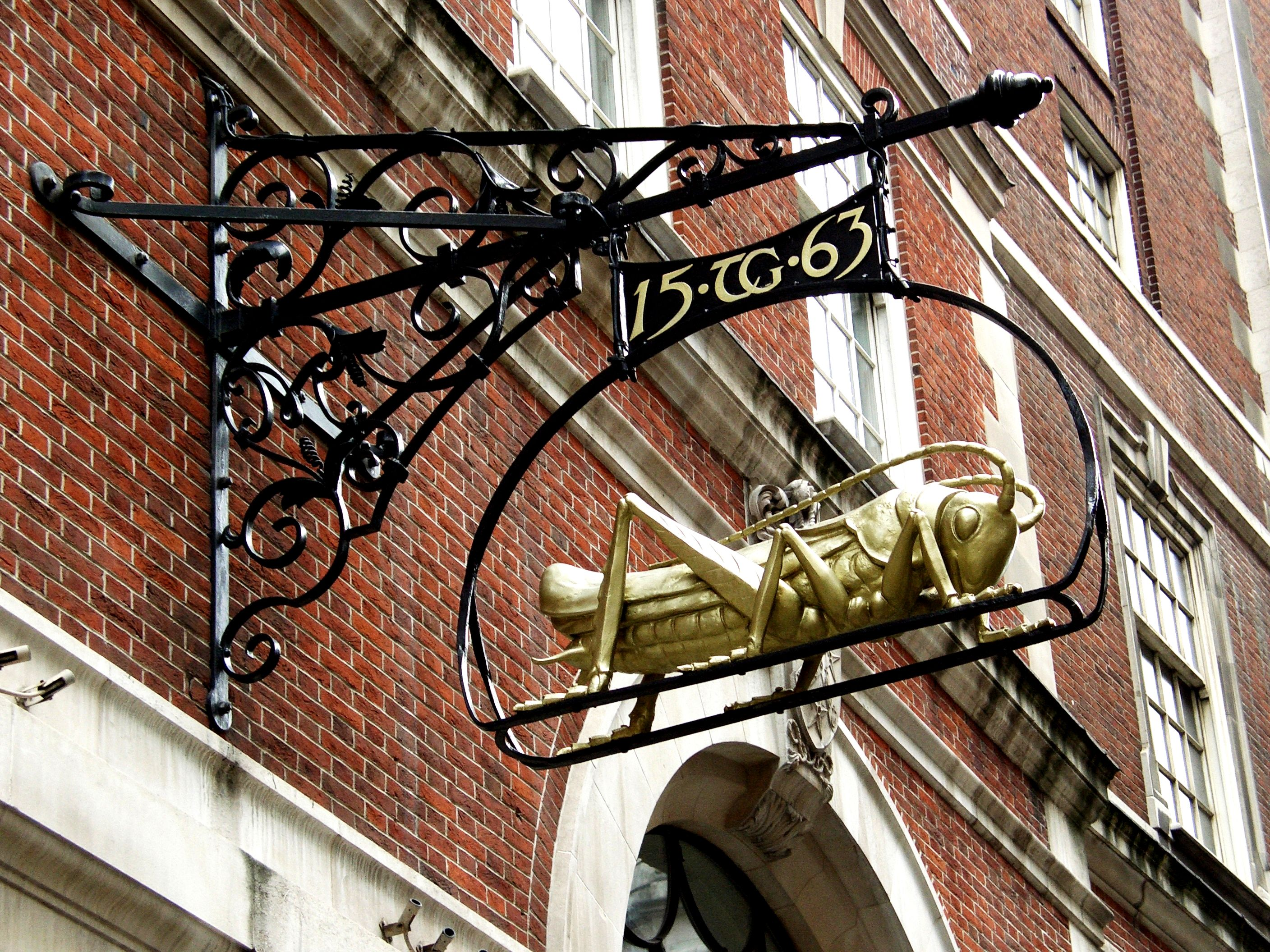
الجندب المذهب على مبنى في شارع لومبارد في لندن

### الرمزية
تستخدم الجنادب أحيانًا كرموز. كانت الجنادب خلال العصر الإغريقي العتيق رمزًا لمدينة أثينا، ربما لأنها كانت من بين أكثر الحشرات المنتشرة في سهول أتيكا الجافة. ارتدى سكان أثينا الأصليين لبعض الوقت دبابيس الجنادب الذهبية للإشارة إلى أنهم من أصل أثيني خالص، وليس لهم أي أسلاف أجانب. استخدم السير توماس جريشام رمز الجندب المذهب على مبنى في شارع لومبارد في لندن، ويرجع تاريخ المبنى إلى عام 1563. كان المبنى لفترة من الوقت المقر الرئيسي لشركة جاردن رويال للصرافة، لكن الشركة رفضت استخدام الرمز خوفًا من الخلط بين الجنادب والجراد.
يرمز ظهور الجنادب في الأحلام إلى الحرية، والاستقلال، والتنوير الروحي، وعدم القدرة على الاستقرار، أو الالتزام بالقرارات. يعني الجراد حرفيًا بالنسبة إلى المزارعين تدمير المحاصيل، ويشير مجازًا للرجال والنساء الأشرار بالنسبة لغير المزارعين، أما الغجر يعدونه رمزًا للإسراف، وسوء الحظ، والسعادة سريعة الزوال.

### الجنادب كطعام

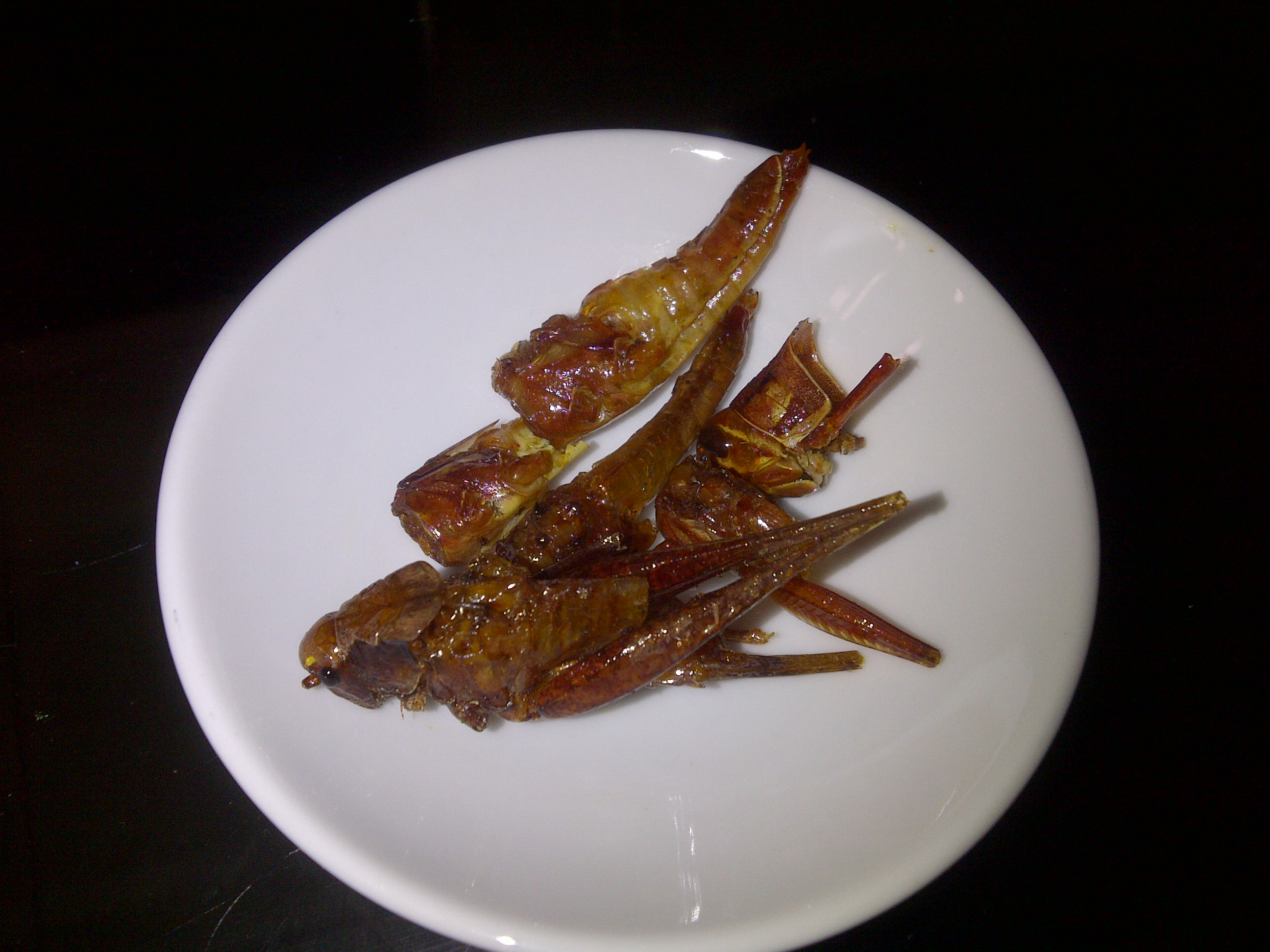
الجراد المقلي في جونونج كيدول ريجنسي، يوجياكارتا، جاوا، إندونيسيا

تستخدم الجنادب في بعض البلاد كطعام. في جنوب المكسيك، يأكل الناس الجنادب المعروفة باسم التشابولين في مجموعة متنوعة من الأطباق مثل طبق التُّرتية مع صوص الفلفل الحار. تُقدَم الجنادب على أسياخ في بعض أسواق الطعام الصينية مثل سوق دونجوامين الليلي. يأكل الناس الجراد المقلي في جونونج كيدول ريجنسي، يوجياكارتا، جاوا، إندونيسيا. في أمريكا، يحرق شعب الأولون الأراضي العشبية التي تسكنها الجنادب حتى يستطيعوا وضعهم ضمن جماعات في حفر من أجل استخدامهم كطعام لاحقًا.
يذكر الكتاب المقدس أن يوحنا المعمدان أكل الجراد والعسل البري: ويوحنا هذا كان لباسه من وبر الإبل، وعلى حقويه منطقة من جلد. وكان طعامه جرادًا وعسلًا بريًا (باليونانية: ἀκρίδες καὶ μέλι ἄγριον, akrídes kaì méli ágrion) أثناء العيش في البرية. على الرغم من ذلك، وبسبب التقليد الذي يصوره كزاهد، كانت لتوضيح أن الجراد كان في الواقع طعامًا نباتيًا متشقشفًا مثل حبوب الخروب محاولاتٌ، لكن الكلمة اليونانية (ἀκρίδες) تعني بكل وضوح الجراد..
في السنوات الأخيرة، قاد البحث عن مصادر صحية بديلة غنية بالبروتين إلى جعل الشركات التجارية تربي الجنادب في مزارع، وتستخدمها كمكملات غذائية وبروتينية.

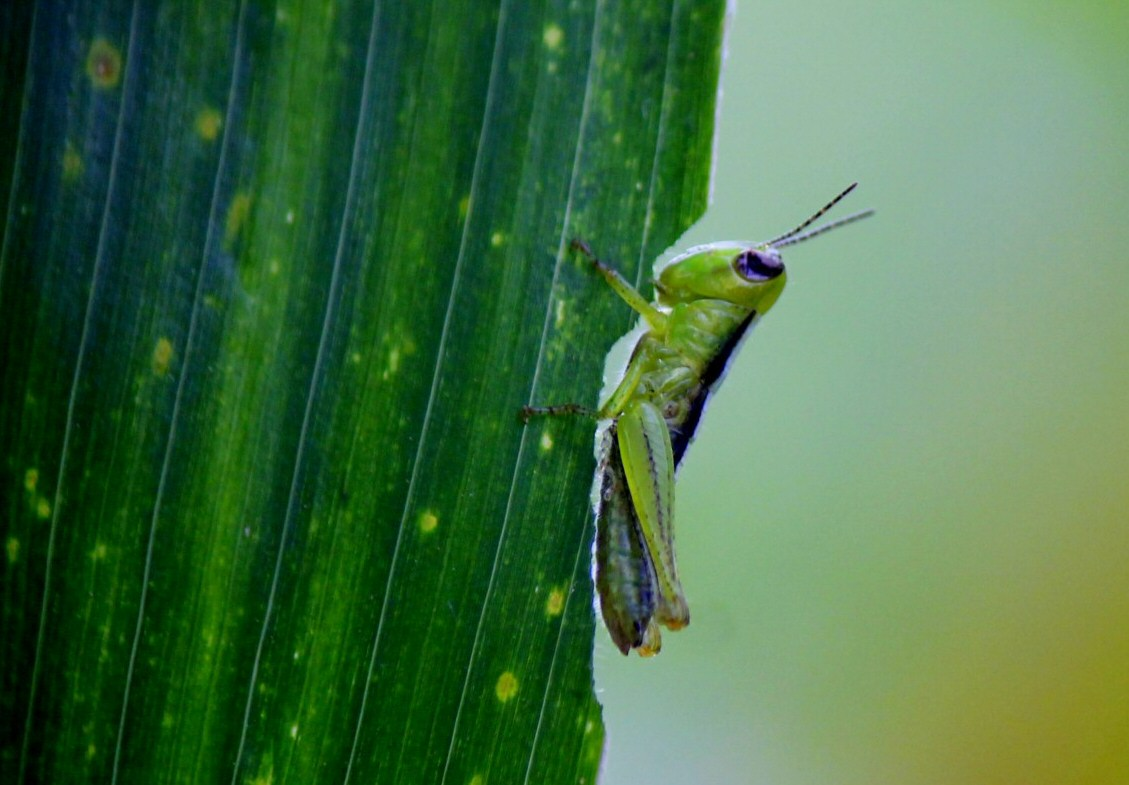
جندب يأكل أوراق الذرة

### الجنادبكآفات
تأكل الجنادب كميات كبيرة من أوراق الشجر في طور البلوغ وخلال نموها. يمكن أن تكون الجنادب آفات ضارة على الأراضي المجدبة والمروج، كما تؤثر على المراعي والحبوب والأعلاف والخضروات والمحاصيل الأخرى. تستلقي الجنادب عادة تحت أشعة الشمس، وتزدهر في الأجواء المشمسة الدافئة؛ لذلك يعمل الجفاف على زيادة أعدادها. لا يؤثر موسم جفاف واحد على زيادة أعداد الجنادب، لكن عدة مواسم جفاف متتالية يمكنها أن تفعل ذلك خاصة إذا كانت فصول الشتاء بين مواسم الجفاف معتدلة؛ لأن ذلك يضمن نجاة عدد كبير من الحوريات. على الرغم أن الطقس الحار يحفز نمو الجنادب، إلا أنه يجب أن يكون للأعداد المتزايدة من الجراد إمدادات غذائية كافية. هذا يعني أن الجنادب بحاجة إلى هطول الأمطار لتحفيز نمو النباتات، لكن الطقس الغائم من شأنه أن يؤخر نمو الحوريات.
تُعد أفضل طريقة لمنع تحول الجنادب إلى آفات هي التلاعب ببيئتها الطبيعية. يعيق الحاجز الذي تصنعه الأشجار الجنادب، وربما يمكن منع الجنادب من الانتقال إلى منطقة المحاصيل النامية عن طريق إزالة الغطاء النباتي الخشن من الأرض المُراحة والحدود التي تحيط بها، وإزالة الغطاء النباتي بجانب قنوات الماء وأطراف الطريق.
تؤدي الزيادة في أعداد الجنادب إلى زيادة أعداد الحيوانات المفترسة، لكن نادرًا ما يحدث هذا بسرعة كافية ليكون له تأثير كبير على السكان. يمكن استخدام المكافحة البيولوجية عن طريق استخدام أبواغ فطرية (Nosema locustae) مختلطة مع الُطعم للسيطرة على انتشار الجنادب كونها أكثر فاعلية مع الجنادب غير البالغة. على نطاق صغير، يمكن أن تكون منتجات النيم فعالة كرادع غذائي أو في إفساد تطور الحوريات. يمكن استخدام المبيدات الحشرية، لكنها غير كافية لقتل الجنادب البالغة، وبينما تنتقل الجنادب إلى الحقول من مناطق النمو المحيطة، فإن المحاصيل يمكن أن تصيبها العدوى مرة أخرى.

طاعون من الجنادب يشق طريقه عبر المحاصيل والنباتات في مقاطعة كاو بانج في فيتنام

تمثل بعض أنواع الجنادب آفات تنتشر في محاصيل الأرز مثل جنادب الأرز الصيني. يؤدي حرث الأرض إلى وصول البيض على سطح الأرض وإتلافه بسبب التعرض للشمس أو الالتهام من قِيل الأعداء الطبيعيين. بعض البيض يمكن دفنه عميقًا في الأرض لمنعه من الفقس.  يمكن أن تخلف آفات الجراد آثارًا مدمرة على السكان مثل المجاعات والاضطرابات السكانية. ورد ذكر الجراد في كل من الكتاب المقدس والقرآن، وتحميلها مسؤولية انتشار أوبئة الكوليرا الناتجة عن غرق جثث الجراد في البحر الأبيض المتوسط، والجثث المتحللة منها على الشواطئ. تراقب منظمة الفاو ومنظمات أخرى نشاط الجراد في جميع أنحاء العالم. يساعد استخدام المبيدات الحشرية في الوقت المناسب على منع مجموعات الجنادب الرحالة من التشكل قبل أن تتكدس وتصبح أسرابًا من الجنادب البالغة. إلى جانب المكافحة بالمبيدات الحشرية، لاقى استخدام المكافحة البيولوجية عن طريق استخدام الفطريات الممرضة مثل فطر(Metarhizium acridum) الذي يصيب الجنادب على وجه التحديد بعض النجاح.

### الكشف عنالمتفجرات
في فبراير 2020، أعلن باحثون من جامعة واشنطن في سانت لويس أنهم صمموا جنادب سايبورج قادرة على الكشف عن المتفجرات بدقة. في المشروع الذي يموله مكتب أبحاث سلاح البحرية الأمريكي، قام الباحثون بتزويد الجنادب بأجهزة استشعار خفيفة تسجل وتنقل النشاط الكهربائي الصادر عن الفصوص الهوائية للجنادب إلى أجهزة الكومبيوتر. وفقًا للباحثين، تمكنت الجنادب من تحديد المواقع التي يوجد بها تركيز عالٍ من المتفجرات. فحص الباحثون أيضًا تأثير جمع المعلومات الحسية من عدة جنادب على دقة الكشف. أسفر النشاط العصبي الصادر من سبعة جنادب عن متوسط معدل دقة الكشف بلغ 80 %، بينما حقق جندب واحد معدلًا بلغ 60%.

### فيالأدب

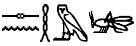
كتابة كلمة الجندب في الهيروغليفية

تعد كلمة (snḥm) المصرية القديمة هي المقابل للجراد أو الجنادب في نظام الكتابة الهيروغليفية الصامتة. شبه الملك رمسيس الثاني جيوش الحيثيين بالجراد: لقد غطوا الجبال والوديان، وكانوا مثل الجراد في احتشادهم.
ذكر إيسوب في حكاياته التي أعاد سردها لافونتين قصة تحمل عنوان النملة والجندب. تعمل النملة بجد طوال فصل الصيف، بينما يقضي الجندب وقته في اللعب. تكون النملة مستعدة عندما يأتي الشتاء، بينما يتضور الجندب جوعًا. تستكشف القصة القصيرة النملة والجندب التي كتبها الروائي الإنجليزي سومرست موم رمزية الحكاية من خلال صياغة معقدة. يتشابه الإنسان والجندب في بعض نقاط الضعف؛ باَلإضافة إلى بعض السلوكيات مثل الإسراف. المرأة الخائنة (تقفز من رجل إلى رجل) هي الجندب في القصة القصيرة التي كتبها أنطوان تشيخوف تحت عنوان (Poprygunya) عام 1892، وفي فيلم الجندب (1970) من إخراج جيري باريس.

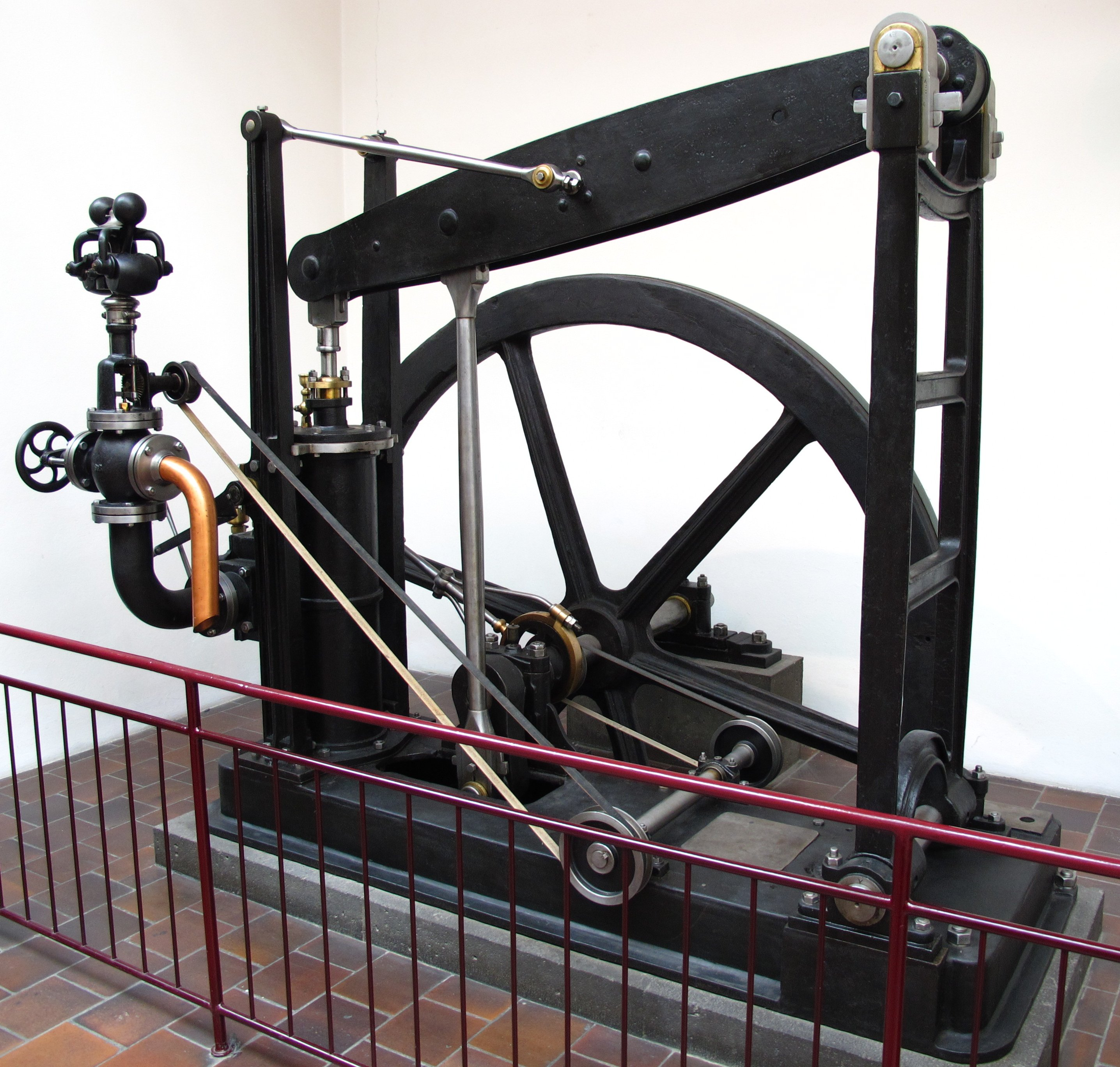
محرك الجندب ذو العارضة المتحركة من العام 1847

### فيالهندسة الميكانيكية
أطلق اسم الجندب على نوعين من الطائرات الخفيفة الأولى (Aeronca L-3) والثانية (Piper L-4) اللتان استخدمهما سلاح الجو الأمريكي في الاستطلاع ومهام الدعم الأخرى في الحرب العالمية الثانية . من المرجح أن فكرة الاسم نشأت عندما شاهد اللواء إينيس بي سويفت طائرة البايبر تقوم بعمل هبوط صعب، وأشار أنها تشبه الجندب فيما يخص عملية الارتداد التي تحدث عند الهبوط.
محركات الجندب ذو العارضة المتحركة هي محركات ذوات عارضة متحركة مرتكزة من أحد طرفيها، وتشبه الذراع الأفقية الطويلة للمحرك الساق الخلقية للجندب. حصل ويليام فريمانتل على براءة اختراع المحرك عام 1803.

### فيالرسوم المتحركة
ظهر الجندب في كثير من الرسوم المتحركة، كان أهمها في مغامرات زينة ونحول، وهو مسلسل رسوم متحركة تهرب فيه النحلة زينة من خليتها، وتخرج إلى العالم الخارجي كما يسميه النحل، ويلحقها صديقها نحول، ويخوضان معًا الكثير من المغامرات. برز الجندب فرفور كشخصية أساسية تساعد زينة ونحول، وقد ظهر في هذا الكرتون بعض من تصرفات الجندب كالقفز العالي.
ظهر الجندب فرفور كشخص حكيم ينبه النحلة زينة عندما ترتكب خطأً ما، وساعد باقي الحشرات في المصاعب التي واجهتهم كالحريق الذي حصل في الغابة وعند حدوث العاصفة الممطرة.

## الملاحظات
1. ↑  The symbol is a wordplay on the name Gresham and "grass".[67]